# Список птахів Фінляндії
Цей список є списком видів птахів, спостережених на території Фінляндії. Він включає 471 вид.
Теги, що використовуються для виділення охоронного статусу кожного виду за оцінками МСОП:
| EX | Extinct               | Зниклий                          |
| CR | Critically Endangered | Перебуває під критичною загрозою |
| EN | Endangered            | Перебуває під загрозою           |
| VU | Vulnerable            | Уразливий                        |
| NT | Near Threatened       | Близький до загрозливого стану   |
| LC | Least Concern         | У найменшій загрозі              |
| DD | Data Deficient        | Відомості недостатні             |
| NE | Not Evaluated         | Види з недослідженим статусом    |

## Список

### Ряд Гагароподібні (Gaviiformes)
Гагари представляють собою групу водних птахів, що трапляються у багатьох районах Північної Америки та Північної Європи. Відомо 5 видів гагар, з них 4 види трапляються у Фінляндії.

#### Родина Гагарові (Gaviidae)
| Українська назва                 | Фінська назва     | Латинська назва | Автор таксона  | Статус МСОП | Поширення у Фінляндії                                  | Зображення |
| Ряд: Гагароподібні (Gaviiformes) |                   |                 |                |             |                                                        |            |
| Родина: Гагарові (Gaviidae)      |                   |                 |                |             |                                                        |            |
| Гагара червоношия                | Kaakkuri          | Gavia stellata  | Brunnich, 1764 | LC          | Повсюдно, гніздиться 600-750 пар (за даними 2010 року) |            |
| Гагара чорношия                  | Kuikka            | Gavia arctica   | Linnaeus, 1758 | LC          | Повсюдно, гніздиться 8-10 тис пар                      |            |
| Гагара полярна                   | Amerikanjääkuikka | Gavia immer     | Brunnich, 1764 | LC          | Залітний, щороку реєструється 1-3 зальоти              |            |
| Гагара білодзьоба                | Jääkuikka         | Gavia adamsii   | (Gray, 1859)   | NT          | Залітний, вздовж морського узбережжя                   |            |

### Ряд Пірникозоподібні (Podicipediformes)
Пірникози — це малих і середніх великих прісноводні пірнаючі птахи. Вони мають перетинчасті пальці і є чудовими плавцями і пірнальниками. Проте, їхні ноги розміщені далеко позаду тіла, що робить їх досить незграбними на суші. Відомо 20 видів пірникоз, з них 5 видів трапляються у Фінляндії.

#### Родина Пірникозові (Podicipedidae)
| Українська назва                         | Фінська назва     | Латинська назва      | Автор таксона  | Статус МСОП | Поширення у Фінляндії                                  | Зображення |
| Ряд: Пірникозоподібні (Podicipediformes) |                   |                      |                |             |                                                        |            |
| Родина: Пірникозові (Podicipedidae)      |                   |                      |                |             |                                                        |            |
| Пірникоза мала                           | Pikku-uikku       | Podiceps ruficollis  | Pallas, 1764   | LC          | Спорадично на півдні країни, до 40 пар                 |            |
| Пірникоза велика                         | Silkkiuikku       | Podiceps cristatus   | Linnaeus, 1758 | LC          | На півдні країни, до 50 тис пар                        |            |
| Пірникоза сірощока                       | Härkälintu        | Podiceps grisegena   | Boddaert, 1783 | LC          | Вздовж морського узбережжя, до 10 тис пар              |            |
| Пірникоза червоношия                     | Mustakurkku-uikku | Podiceps auritus     | Boddaert, 1783 | LC          | Гніздиться повсюдно (до 4 тис пар), зимує на узбережжі |            |
| Пірникоза чорношия                       | Mustakaulauikku   | Podiceps nigricollis | Brehm, 1831    | LC          | Спорадично, до 300 пар                                 |            |

### Ряд Буревісникоподібні (Procellariiformes)
Це морські птахи. Альбатроси є найбільшими літаючими птахами та найбільшими мандрівниками серед птахів. Відомо 117 видів буревісникоподібних, з них у Фінляндії трапляється 6 видів.

#### Родина Буревісникові (Procellariidae)
| Українська назва                            | Фінська назва | Латинська назва    | Автор таксона    | Статус МСОП | Поширення у Фінляндії                                                     | Зображення |
| Ряд: Буревісникоподібні (Procellariiformes) |               |                    |                  |             |                                                                           |            |
| Родина: Буревісникові (Procellariidae)      |               |                    |                  |             |                                                                           |            |
| Буревісник кочівний                         | Myrskylintu   | Fulmarus glacialis | (Linnaeus, 1761) | LC          | Рідкісний залітний. До 2010 року спостерігався близько 30 разів.          |            |
| Буревісник малий                            | Pikkuliitäjä  | Puffinus puffinus  | (Brünnich, 1764) | VU          | Рідкісний залітний. Спостерігався два рази: у 1994 та 2002 роках.         |            |
| Буревісник левантійський                    | Nokiliitäjä   | Ardenna griseus    | Acerbi, 1827     | VU          | Рідкісний залітний. У Фінляндії спостерігався тричі. Востаннє у 1991 році |            |

#### Родина Качуркові (Hydrobatidae)
| Українська назва                 | Фінська назва | Латинська назва       | Автор таксона          | Статус МСОП | Поширення у Фінляндії                                                               | Зображення |
| Родина: Качуркові (Hydrobatidae) |               |                       |                        |             |                                                                                     |            |
| Качурка морська                  | Merikeiju     | Hydrobates pelagicus  | Linnaeus, 1758         | LC          | Рідкісний залітний птах. Спостерігався лише тричі                                   |            |
| Качурка північна                 | Myrskykeiju   | Oceanodroma leucorhoa | (Vieillot, 1818)       | LC          | Рідкісний залітний птах.Зареєстровано близько 10 спостережень                       |            |
| Качурка мадерійська              | Madeirankeiju | Oceanodroma castro    | (E.W.V.Harcourt, 1851) | LC          | Рідкісний залітний вид. Спостерігався один раз у 1994 році поблизу міста Суоненйокі |            |

### Ряд Пеліканоподібні (Pelecaniformes)
Пеліканоподібні — це середніх або великих розмірів прибережні морські птахи. Живляться рибою, полюючи на неї на поверхні або ниряючи під воду. Відомо близько 70 видів, з них 4 види спостерігалися у Фінляндії.

#### Родина Олушеві (Sulidae)
| Українська назва                      | Фінська назва | Латинська назва | Автор таксона  | Статус МСОП | Поширення у Фінляндії                                   | Зображення |
| Ряд: Пеліканоподібні (Pelecaniformes) |               |                 |                |             |                                                         |            |
| Родина: Олушеві (Sulidae)             |               |                 |                |             |                                                         |            |
| Північна олуша                        | Suula         | Morus bassanus  | Linnaeus, 1758 | LC          | Рідкісний гніздовий, але часто трапляється на перельоті |            |

#### Родина Бакланові (Phalacrocoracidae)
| Українська назва                      | Фінська назва | Латинська назва           | Автор таксона  | Статус МСОП | Поширення у Фінляндії                                                   | Зображення |
| Ряд: Пеліканоподібні (Pelecaniformes) |               |                           |                |             |                                                                         |            |
| Родина: Бакланові (Phalacrocoracidae) |               |                           |                |             |                                                                         |            |
| Баклан великий                        | Merimetso     | Phalacrocorax carbo       | Linnaeus, 1758 | LC          | Досить поширений по всій країні. Чисельність бл. 24 тис. пар (2015 рік) |            |
| Баклан чубатий                        | Karimetso     | Phalacrocorax aristotelis | Linnaeus, 1761 | LC          | Рідкісний залітний. Спостерігався 5 разів.                              |            |

#### Родина Пеліканові (Pelecanidae)
| Українська назва                      | Фінська назва | Латинська назва       | Автор таксона | Статус МСОП | Поширення у Фінляндії                                           | Зображення |
| Ряд: Пеліканоподібні (Pelecaniformes) |               |                       |               |             |                                                                 |            |
| Родина: Пеліканові (Pelecanidae)      |               |                       |               |             |                                                                 |            |
| Пелікан рожевий                       | Pelikaani     | Pelecanus onocrotalus | Bruch, 1832   | VU          | Рідкісний залітний. Спостерігався двічі — у 1839 та 1925 роках. |            |

### Ряд Лелекоподібні (Ciconiiformes)
Це великі або середніх розмірів птахи із довгими ногами та шиєю. Полюють на здобич на мілководді та лугах. Відомо 119 видів, з яких 13 видів трапляється у Фінляндії.

#### Родина Лелекові (Ciconiidae)
| Українська назва                   | Фінська назва | Латинська назва | Автор таксона  | Статус МСОП | Поширення у Фінляндії                                                   | Зображення |
| Ряд: Лелекоподібні (Ciconiiformes) |               |                 |                |             |                                                                         |            |
| Родина: Лелекові (Ciconiidae)      |               |                 |                |             |                                                                         |            |
| Лелека білий                       | Kattohaikara  | Ciconia ciconia | Linnaeus, 1758 | LC          | Частий залітний птах. Спостерігалося лише одне гніздування у 2015 році. |            |
| Лелека чорний                      | Mustahaikara  | Ciconia nigra   | Linnaeus, 1758 | LC          | Рідкісний залітний птах, не гніздиться.                                 |            |

#### Родина Ібісові (Threskiornithidae)
| Українська назва                    | Фінська назва  | Латинська назва      | Автор таксона  | Статус МСОП | Поширення у Фінляндії  | Зображення |
| Ряд: Лелекоподібні (Ciconiiformes)  |                |                      |                |             |                        |            |
| Родина: Ібісові (Threskiornithidae) |                |                      |                |             |                        |            |
| Коровайка                           | Pronssi-iibis  | Plegadis falcinellus | Linnaeus, 1766 | LC          | Бродяжний залітний вид |            |
| Косар                               | Kapustahaikara | Platalea leucorodia  | Linnaeus, 1758 | LC          | Бродяжний залітний вид |            |

#### Родина Чаплеві (Ardeidae)
| Українська назва                   | Фінська назва | Латинська назва       | Автор таксона   | Статус МСОП | Поширення у Фінляндії                                                                     | Зображення |
| Ряд: Лелекоподібні (Ciconiiformes) |               |                       |                 |             |                                                                                           |            |
| Родина: Чаплеві (Ardeidae)         |               |                       |                 |             |                                                                                           |            |
| Бугай                              | Kaulushaikara | Botaurus stellaris    | Linnaeus, 1758  | LC          | Фрагментарно, до 100 пар                                                                  |            |
| Бугайчик                           | Pikkuhaikara  | Ixobrychus minutus    | Linnaeus, 1766  | LC          | Рідкісний залітний, спостерігався чотири рази                                             |            |
| Квак                               | Yöhaikara     | Nycticorax nycticorax | Linnaeus, 1758  | LC          | Залітний вид                                                                              |            |
| Чапля жовта                        | Rääkkähaikara | Ardeola ralloides     | (Scopoli, 1769) | LC          | Рідкісний залітний вид                                                                    |            |
| Чапля єгипетська                   | Kuhegre       | Bubulcus ibis         | Linnaeus, 1758  | LC          | Рідкісний залітний птах. У Фінляндії спостерігався лише кілька разів, вперше в 1994 році. |            |
| Мала біла чапля                    | Silkkihaikara | Egretta garzetta      | Linnaeus, 1766  | LC          | Рідкісний залітний птах                                                                   |            |
| Чапля сіра                         | Harmaahaikara | Ardea cinerea         | Linnaeus, 1758  | LC          | Фрагментарно. 700-1000 пар                                                                |            |
| Чапля руда                         | Ruskohaikara  | Ardea purpurea        | Linnaeus, 1766  | LC          | Рідкісний залітний                                                                        |            |
| Чапля велика біла                  | Jalohaikara   | Ardea alba            | Linnaeus, 1758  | LC          | Частий гість при перельотах                                                               |            |

### Ряд Гусеподібні (Anseriformes)
Ряд включає гусей та качок. Представники ряду мають перетинчасті лапи, вони пристосовані до водного способу життя. Ряд містить близько 170 видів, з них на території Фінляндії трапляється 51 вид.

#### Родина Качкові (Anatidae)
| Українська назва                | Фінська назва      | Латинська назва           | Автор таксона     | Статус МСОП | Поширення у Фінляндії                                                                                                | Зображення |
| Ряд: Гусеподібні (Anseriformes) |                    |                           |                   |             | |            |
| Родина: Качкові (Anatidae)      |                    |                           |                   |             | |            |
| Лебідь-шипун                    | Kyhmyjoutsen       | Cygnus olor               | Gmelin, 1789      | LC          | Досить широко, 6-10 тис пар                                                                                          |            |
| Лебідь-кликун                   | Laulujoutsen       | Cygnus cygnus             | Linnaeus, 1758    | LC          | Досить поширений, до 6 тис пар                                                                                       |            |
| Лебідь американський            | Pikkujoutsen       | Cygnus columbianus        | Ord, 1815         | LC          | Рідкісний на перельоті                                                                                               |            |
| Гуменник                        | Metsähanhi         | Anser fabalis             | Latham, 1787      | LC          | Досить поширений, 1700-2500 пар                                                                                      |            |
| Гуска білолоба                  | Tundrahanhi        | Anser albifrons           | Scopoli, 1769     | LC          | Численний на перельоті                                                                                               |            |
| Гуска мала                      | Kiljuhanhi         | Anser erythropus          | Linnaeus, 1758    | VU          | Залітний |            |
| Сіра гуска                      | Merihanhi          | Anser anser               | Latham, 1790      | LC          | Вздовж морського узбережжя, 4-6 тис пар                                                                              |            |
| Гуменник короткодзьобий         | Lyhytnokkahanhi    | Anser brachyrhynchus      | Baillon, 1834     | LC          | Трапляється на перельоті                                                                                             |            |
| Гуска гірська                   | Tiibetinhanhi      | Anser indicus             | Latham, 1790      | LC          | Рідкісний залітний вид. Єдине гніздування спостерігалося у 2008 році                                                 |            |
| Гуска біла                      | Lumihanhi          | Anser caerulescens        | Linnaeus, 1758    | LC          | Рідкісний залітний вид                                                                                               |            |
| Казарка чорна                   | Sepelhanhi         | Branta bernicla           | Linnaeus, 1758    | LC          | Часто на перельоті, не гніздиться                                                                                    |            |
| Казарка червоновола             | Punakaulahanhi     | Branta ruficollis         | Pallas, 1769      | EN          | Спостерігається щороку на перельоті                                                                                  |            |
| Казарка білощока                | Valkoposkihanhi    | Branta leucopsis          | (Linnaeus, 1758)  | LC          | Поширений здовж узбережжя. Перше гніздування зареєтроване у 1981 році. У 2010 році вже гніздилося 3800 пар           |            |
| Казарка канадська               | Kanadanhanhi       | Branta canadensis         | (Linnaeus, 1758)  | LC          | Досить поширений, популяція становить до 10 тис особин                                                               |            |
| Огар                            | Ruostesorsa        | Tadorna ferruginea        | Pallas, 1764      | LC          | Спостерігається регулярно при перельоті                                                                              |            |
| Галагаз звичайний               | Ristisorsa         | Tadorna tadorna           | Linnaeus, 1758    | LC          | Фрагментарно на узбережжі, до 300 пар                                                                                |            |
| Мандаринка                      | Mandariinisorsa    | Aix galericulata          | Linnaeus, 1758    | LC          | Періодично залітний                                                                                                  |            |
| Свищ                            | Haapana            | Anas penelope             | Linnaeus, 1758    | LC          | Повсюдно |            |
| Нерозень                        | Harmaasorsa        | Anas strepera             | Linnaeus, 1758    | LC          | Фрагментарно вздовж узбережжя. Гніждиться 500-1000 пар                                                               |            |
| Чирянка мала                    | Tavi               | Anas crecca               | Linnaeus, 1758    | LC          | Повсюдно, 150-250 тис пар                                                                                            |            |
|                                 | Sinisorsa          | Anas carolinensis         | Gmelin, 1789      | LC          | Залітний з Америки.                                                                                                  |            |
| Крижень                         | Stokkand           | Anas platyrhynchos        | Linnaeus, 1758    | LC          | Повсюдно |            |
| Шилохвіст                       | Jouhisorsa         | Anas acuta                | Linnaeus, 1758    | LC          | Повсюдно |            |
| Чирянка велика                  | Heinätavi          | Anas querquedula          | Linnaeus, 1758    | LC          | Фрагментарно по всій країні. Гніздиться 1-2 тис пар                                                                  |            |
| Широконіска                     | Lapasorsa          | Anas clypeata             | Linnaeus, 1758    | LC          | Повсюдно, гніздиться бл. 10 тис пар                                                                                  |            |
|                                 | Amerikanhaapana    | Anas americana            | (Gmelin, 1789)    | LC          | Залітний |            |
|                                 | Nokisorsa          | Anas rubripes             | Brewster, 1902    | LC          | Залітний з Америки                                                                                                   |            |
|                                 | Sinisiipitavi      | Anas discors              | Linnaeus, 17662   | LC          | Залітний з Америки. З 1975 року спостерігався 15 разів                                                               |            |
| Чернь червонодзьоба             | Punapäänarsku      | Netta rufina              | Pallas, 1773      | LC          | Рідкісний залітний                                                                                                   |            |
| Попелюх                         | Punasotka          | Aythya ferina             | Linnaeus, 1758    | LC          | Фрагментарно на півдні країни. Гніздиться 10-13 тис пар                                                              |            |
| Чернь білоока                   | Ruskosotka         | Aythya nyroca             | Güldenstädt, 1770 | NT          | Рідкісний залітний                                                                                                   |            |
| Чернь чубата                    | Tukkasotka         | Aythya fuligula           | Linnaeus, 1758    | LC          | Широко поширений. Гніздиться 40-60 тис пар                                                                           |            |
| Чернь морська                   | Lapasotka          | Aythya marila             | Linnaeus, 1758    | LC          | Фрагментарно у Лапландії. 500-1100 пар.                                                                              |            |
|                                 | Amerikantukkasotka | Aythya collaris           | Donovan, 1809     | LC          | Залітний |            |
|                                 | Pikkulapasotka     | Aythya affinis            | (Eyton, 1838)     | LC          | Залітний |            |
| Гага звичайна                   | Haahka             | Somateria mollissima      | Linnaeus, 1758    | LC          | На Аландських островах. Популяція 150 тис. пар                                                                       |            |
| Гага королівська                | Kyhmyhaahka        | Somateria spectabilis     | (Linnaeus, 1758)  | LC          | Кілька десятків пар на узбережжі Балтійського моря                                                                   |            |
| Гага сибірська                  | Allihaahka         | Polysticta stelleri       | (Pallas, 1769)    | VU          | Рідкісний на зимівлі на Аландських островах                                                                          |            |
| Каменярка                       | Virta-alli         | Histrionicus histrionicus | (Linnaeus, 1758)  | LC          | Рідкісний |            |
| Морянка                         | Alli               | Clangula hyemalis         | Linnaeus, 1758    | VU          | У Лапландії, гніздиться 1500 пар. На зимівлю з Сибіру на узбережжя Балтійського моря прилітає кількасот тисяч птахів |            |
| Синьга                          | Mustalintu         | Melanitta nigra           | Linnaeus, 1758    | LC          | Фрагментарно, до 1500 пар.                                                                                           |            |
| Турпан                          | Pilkkasiipi        | Melanitta fusca           | Linnaeus, 1758    | LC          | Фрагментарно на морському узбережжі, до 13 тис пар                                                                   |            |
| Турпан білолобий                | Pilkkaniska        | Melanitta perspicillata   | (Linnaeus, 1758)  | LC          | Залітний з Америки                                                                                                   |            |
| Синьга американська             | Amerikanmustalintu | Melanitta americana       | Swainson, 1832    | LC          | Залітний з Америки                                                                                                   |            |
| Турпан горбатодзьобий           | Kyhmypilkkasiipi   | Melanitta deglandi        | (Bonabarte, 1850) | LC          | Залітний з Америки                                                                                                   |            |
| Гоголь                          | Telkkä             | Bucephala clangula        | Linnaeus, 1758    | LC          | Повсюдно, 170-220 тис пар                                                                                            |            |
| Крех малий                      | Uivelo             | Mergellus albellus        | Linnaeus, 1758    | LC          | Вздовж морського узбережжя, 2-3 тис пар                                                                              |            |
| Крех середній                   | Tukkakoskelo       | Mergus serrator           | Linnaeus, 1758    | LC          | На півночі країни, до 30 тис пар                                                                                     |            |
| Крех великий                    | Isokoskelo         | Mergus merganser          | Linnaeus, 1758    | LC          | Досить поширений, до 25 тис пар                                                                                      |            |
| Савка американська              | Kuparisorsa        | Oxyura jamaicensis        | Gmelin, 1789      | LC          | Інтрудукований |            |

### Ряд Соколоподібні (Falconiformes)
Це денні активні хижаки. Характеризуються міцною тілобудовою, гострими кігтями та дзьобом, швидким політом. Відомо близько 290 видів, з них у Фінляндії трапляється 35 видів.

#### Родина Скопині (Pandionidae)
| Українська назва                   | Фінська назва | Латинська назва   | Автор таксона  | Статус МСОП | Поширення у Фінляндії         | Зображення |
| Ряд: Соколоподібні (Falconiformes) |               |                   |                |             |                               |            |
| Родина: Скопині (Pandionidae)      |               |                   |                |             |                               |            |
| Скопа                              | Sääksi        | Pandion haliaetus | Linnaeus, 1758 | LC          | Досить поширений, до 1200 пар |            |

#### Родина Яструбові (Accipitridae)
| Українська назва                   | Фінська назва     | Латинська назва        | Автор таксона     | Статус МСОП | Поширення у Фінляндії                                                                           | Зображення                                              |
| Ряд: Соколоподібні (Falconiformes) |                   |                        |                   |             |                                                                                                 |                                                         |
| Родина: Яструбові (Accipitridae)   |                   |                        |                   |             |                                                                                                 |                                                         |
| Осоїд                              | Mehiläishaukka    | Pernis apivorus        | Linnaeus, 1758    | LC          | На півдні країни, 3-4 тис пар. Популяція зменшується.                                           |                                                         |
| Шуліка рудий                       | Isohaarahaukka    | Milvus milvus          | Linnaeus, 1758    | NT          | Залітний                                                                                        |                                                         |
| Шуліка чорний                      | Haarahaukka       | Milvus migrans         | Boddaert, 1783    | LC          | Рідкісний на півдні країни                                                                      |                                                         |
| Орлан-білохвіст                    | Merikotka         | Haliaeetus albicilla   | Linnaeus, 1758    | LC          | Спорадично, вздовж морського узбережжя та на островах, популяція відроджується (понад 400 пар). |                                                         |
| Орлан-довгохвіст                   | Aromerikotka      | Haliaeetus leucoryphus | Pallas, 1771      | VU          | Рідкісний залітний. Спостерігався двічі на початку 20 ст.                                       | Файл:Pallas's Fish Eagle (Haliaeetus leucoryphus) 2.jpg |
| Сип білоголовий                    | Hanhikorppikotka  | Gyps fulvus            | Hablizl, 1783     | LC          | Рідкісний залітний. З 1910 по 2007 спостерігався 14 разів                                       |                                                         |
| Стерв'ятник                        | Rariteettikomitea | Neophron percnopterus  | Savigny, 1809     | LC          | Залітний. За 100 років спостерігався 7 разів.                                                   |                                                         |
| Гриф чорний                        | Munkkikorppikotka | Aegypius monachus      | (Linnaeus, 1766)  | NT          | Рідкісний залітний. Єдине спостереження у 2010 році                                             |                                                         |
| Змієїд                             | Käärmekotka       | Circaetus gallicus     | (Gmelin, 1788)    | LC          | Частий залітний.                                                                                |                                                         |
| Лунь очеретяний                    | Ruskosuohaukka    | Circus aeruginosus     | Linnaeus, 1758    | LC          | Мозаїчно, 600-1000 пар.                                                                         |                                                         |
| Лунь польовий                      | Sinisuohaukka     | Circus cyaneus         | Linnaeus, 1766    | LC          | досить поширений, 2-4 тис пар                                                                   |                                                         |
| Лунь степовий                      | Arosuohaukka      | Circus macrourus       | Gmelin, 1770      | NT          | Рідкісний                                                                                       |                                                         |
| Лунь лучний                        | Niittysuohaukka   | Circus pygargus        | Linnaeus, 1758    | LC          | Бродяжний вид, реєструється 0-10 гнізд щороку<                                                  |                                                         |
| Яструб великий                     | Kanahaukka        | Accipiter gentilis     | Linnaeus, 1758    | LC          | Повсюдно, крім островів, 5 тис. пар                                                             |                                                         |
| Яструб малий                       | Varpushaukka      | Accipiter nisus        | Linnaeus, 1758    | LC          | Повсюдно, 7-10 тис пар.                                                                         |                                                         |
| Канюк звичайний                    | Hiirihaukka       | Buteo buteo            | Linnaeus, 1758    | LC          | Повсюдно, крім півночі, 4-5 тис пар.                                                            |                                                         |
| Канюк степовий                     | Arohiirihaukka    | Buteo rufinus          | Cretzschmar, 1827 | LC          | Залітний, спостерігався 18 разів.                                                               |                                                         |
| Зимняк                             | Piekana           | Buteo lagopus          | Pontoppidan, 1763 | LC          | Звичайний вид на півночі країни                                                                 |                                                         |
| Підорлик малий                     | Pikkukiljukotka   | Aquila pomarina        | Brehm, 1831       | LC          | Частий залітний птах на південному узбережжі                                                    |                                                         |
| Орел степовий                      | Arokotka          | Aquila nipalensis      | Hodgson, 1833     | LC          | Залітний птах                                                                                   |                                                         |
| Беркут                             | Maakotka          | Aquila chrysaetos      | Linnaeus, 1758    | LC          | Мозаїчно, 330—400 пар                                                                           |                                                         |
| Підорлик великий                   | Kiljukotka        | Aquila clanga          | Pallas, 1811      | VU          | Залітний                                                                                        |                                                         |
| Орел-могильник                     | Keisarikotka      | Aquila heliaca         | Savigny, 1809     | VU          | Рідкісний залітний                                                                              |                                                         |
| Орел-карлик                        | Pikkukotka        | Hieraaetus pennatus    | Gmelin, 1788      | LC          | Залітний вид, спостерігається щороку                                                            |                                                         |

#### Родина Соколові (Falconidae)
| Українська назва                   | Фінська назва    | Латинська назва   | Автор таксона    | Статус МСОП | Поширення у Фінляндії                                     | Зображення |
| Ряд: Соколоподібні (Falconiformes) |                  |                   |                  |             |                                                           |            |
| Родина: Соколові (Falconidae)      |                  |                   |                  |             |                                                           |            |
| Боривітер степовий                 | Pikkutuulihaukka | Falco naumanni    | Fleischer, 1818  | VU          | Рідкісний залітний                                        |            |
| Боривітер звичайний                | Tuulihaukka      | Falco tinnunculus | Linnaeus, 1758   | LC          | Досить поширений, 1000-2500 пар.                          |            |
| Кібчик                             | Punajalkahaukka  | Falco vespertinus | Linnaeus, 1766   | NT          | Частий гість при міграціях. Щороку реєструється 0-5 гнізд |            |
| Підсоколик малий                   | Ampuhaukka       | Falco columbarius | Linnaeus, 1758   | LC          | Повсюдно, гніздиться 2,3 тис. пар                         |            |
| Підсоколик великий                 | Nuolihaukka      | Falco subbuteo    | Linnaeus, 1758   | LC          | Широко поширений, гніздиться 2800 пар                     |            |
| Підсоколик Елеонори                | Välimerenhaukka  | Falco eleonorae   | Gené, 1839       | LC          | Рідкісний залітний                                        |            |
| Балабан                            | Aavikkohaukka    | Falco cherrug     | J. E. Gray, 1834 | VU          | Рідкісний залітний, спостерігався двічі.                  |            |
| Сапсан                             | Muuttohaukka     | Falco peregrinus  | Tunstall, 1771   | LC          | Мозаїчно, гніздиться 250-290 пар.                         |            |
| Кречет                             | Tunturihaukka    | Falco rusticolus  | Linnaeus, 1758   | LC          | В Лапландії, 30-50 пар                                    |            |

### Ряд Куроподібні (Galliformes)
Широко поширений ряд птахів. У куроподібних міцні лапи, пристосовані для швидкого бігу і риття землі. Літати вміють не всі курячі та, в кращому випадку, лише на невеликі відстані. Відомо близько 250 видів, з них у фауні Фінляндії зареєстровано 8 видів.

#### Родина Тетерукові (Tetraonidae)
| Українська назва                 | Фінська назва | Латинська назва   | Автор таксона  | Статус МСОП | Поширення у Фінляндії                                | Зображення |
| Ряд: Куроподібні (Galliformes)   |               |                   |                |             |                                                      |            |
| Родина: Тетерукові (Tetraonidae) |               |                   |                |             |                                                      |            |
| Куріпка біла                     | Riekko        | Lagopus lagopus   | Linnaeus, 1758 | LC          | Досить поширена на півночі. 50-120 тис пар.          |            |
| Куріпка полярна                  | Kiiruna       | Lagopus muta      | Montin, 1781   | LC          | Досить поширений на півночі. Гніздиться 4-9 тис пар. |            |
| Тетерук                          | Teeri         | Tetrao tetrix     | Linnaeus, 1758 | LC          | Повсюдно крім крайньої півночі, до 700 тис. особин.  |            |
| Глушець                          | Metso         | Tetrao urogallus  | Linnaeus, 1758 | LC          | Досить поширений, 150-250 тис. особин                |            |
| Орябок                           | Jerpe         | Tetrastes bonasia | Linnaeus, 1758 | LC          | Повсюдно, 400-500 тис пар                            |            |

#### Родина Фазанові (Phasianidae)
| Українська назва               | Фінська назва | Латинська назва     | Автор таксона  | Статус МСОП | Поширення у Фінляндії                                                      | Зображення |
| Ряд: Куроподібні (Galliformes) |               |                     |                |             |                                                                            |            |
| Родина: Фазанові (Phasianidae) |               |                     |                |             |                                                                            |            |
| Куріпка сіра                   | Peltopyy      | Perdix perdix       | Linnaeus, 1758 | LC          | На півдні країни. До 4 тис пар.                                            |            |
| Перепілка звичайна             | Viiriäinen    | Coturnix coturnix   | Linnaeus, 1758 | LC          | Фрагментарно                                                               |            |
| Фазан звичайний                | Fasan         | Phasianus colchicus | Linnaeus, 1758 | LC          | Інтродукований на мисливські угіддя. Чисельність від 70 до 120 тис особин. |            |

### Ряд Журавлеподібні (Gruiformes)
Великий ряд різних за зовнішнім виглядом, особливостями внутрішньої будови і способом життя птахів. Переважно болотні і наземні птахи, рідше ті, що гніздяться на деревах. Відомо близько 190 видів, з них у фауні Фінляндії зареєстровано 14 видів.

#### Родина Журавлеві (Gruidae)
| Українська назва                 | Фінська назва | Латинська назва     | Автор таксона  | Статус МСОП | Поширення у Фінляндії                                      | Зображення |
| Ряд: Журавлеподібні (Gruiformes) |               |                     |                |             |                                                            |            |
| Родина: Журавлеві (Gruidae)      |               |                     |                |             |                                                            |            |
| Журавель сірий                   | Kurki         | Grus grus           | Linnaeus, 1758 | LC          | Широко поширений численний вид. Чисельність 40-50 тис пар. |            |
| Журавель степовий                | Neitokurki    | Anthropoides virgo  | Linnaeus, 1758 | LC          | Залітний. За 100 років стостерігався 13 разів.             |            |
| Журавель канадський              | Hietakurki    | Antigone canadensis | Linnaeus, 1758 | LC          | Рідкісний залітний. Єдиний раз спостерігався у 2011 році.  |            |

#### Родина Пастушкові (Rallidae)
| Українська назва                 | Фінська назва  | Латинська назва     | Автор таксона  | Статус МСОП | Поширення у Фінляндії                                | Зображення |
| Ряд: Журавлеподібні (Gruiformes) |                |                     |                |             |                                                      |            |
| Родина: Пастушкові (Rallidae)    |                |                     |                |             |                                                      |            |
| Пастушок                         | Luhtakana      | Rallus aquaticus    | Linnaeus, 1758 | LC          | Мозаїчно на півдні. Чисельність 400-600 пар.         |            |
| Погонич малий                    | Pikkuhuitti    | Porzana parva       | Scopoli, 1769  | LC          | Залітний, гніздиться 5-10 пар.                       |            |
| Погонич звичайний                | Luhtahuitti    | Porzana porzana     | Linnaeus, 1766 | LC          | Спорадично, переважно на півдні країни, до 1500 пар. |            |
| Погонич-крихітка                 | Kääpiöhuitti   | Porzana pusilla     | (Pallas, 1776) | LC          | Рідкісний залітний, спостерігався 11 разів           |            |
| Деркач                           | Ruisrääkkä     | Crex crex           | Linnaeus, 1758 | LC          | Спорадично на півдні країни, популяція відновлюється |            |
| Курочка водяна                   | Liejukana      | Gallinula chloropus | Linnaeus, 1758 | LC          | Рідкісний на півдні, гніздиться до 100 пар.          |            |
|                                  | Kurnuliejukana | Porphyrio alleni    | Linnaeus, 1766 | LC          | Залітний з Америки                                   |            |
| Лиска                            | Nokikana       | Fulica atra         | Linnaeus, 1758 | LC          | Поширений на півдні, до 15 тис пар.                  |            |

#### Родина Дрохвові (Otididae)
| Українська назва                 | Фінська назва    | Латинська назва        | Автор таксона  | Статус МСОП | Поширення у Фінляндії                        | Зображення |
| Ряд: Журавлеподібні (Gruiformes) |                  |                        |                |             |                                              |            |
| Родина: Дрохвові (Otididae)      |                  |                        |                |             |                                              |            |
| Дрохва                           | Isotrappi        | Otis tarda             | Linnaeus, 1758 | VU          | Рідкісний. За 200 років спостерігався тричі. |            |
| Хохітва                          | Pikkutrappi      | Tetrax tetrax          | Linnaeus, 1758 | NT          | Рідкісний                                    |            |
|                                  | Idänkaulustrappi | Chlamydotis macqueenii | (Gray, 1832)   | VU          | Єдине спостереження у 1861 році.             |            |

### Ряд Сивкоподібні (Charadriiformes)
Один з найбільших рядів водних і навколоводних птахів, поширених у всьому світі, що значно розрізняються як морфологічно, так і поведінковими характеристиками. Відомо 343 види, з них 106 видів трапляються у Фінляндії.

#### Родина Кулики-сороки (Haematopodidae)
| Українська назва                       | Фінська назва | Латинська назва       | Автор таксона  | Статус МСОП | Поширення у Фінляндії                                   | Зображення |
| Ряд: Сивкоподібні (Charadriiformes)    |               |                       |                |             |                                                         |            |
| Родина: Кулики-сороки (Haematopodidae) |               |                       |                |             |                                                         |            |
| Кулик-сорока                           | Meriharakka   | Haematopus ostralegus | Linnaeus, 1758 | LC          | Досить поширений на узбережжі, гніздиться до 4 тис. пар |            |

#### Родина Чоботарові (Recurvirostridae)
| Українська назва                      | Фінська назва | Латинська назва        | Автор таксона  | Статус МСОП | Поширення у Фінляндії                                                | Зображення |
| Ряд: Сивкоподібні (Charadriiformes)   |               |                        |                |             |                                                                      |            |
| Родина: Чоботарові (Recurvirostridae) |               |                        |                |             |                                                                      |            |
| Чоботар                               | Avosetti      | Recurvirostra avosetta | Linnaeus, 1758 | LC          | Рідкісний при перельоті                                              |            |
| Кулик-довгоніг                        | Pitkäjalka    | Himantopus himantopus  | Linnaeus, 1758 | LC          | Залітний птах. Щороку описується по кілька спостережень у Фінляндії. |            |

#### Родина Лежневі (Burhinidae)
| Українська назва                    | Фінська назва | Латинська назва     | Автор таксона  | Статус МСОП | Поширення у Фінляндії   | Зображення |
| Ряд: Сивкоподібні (Charadriiformes) |               |                     |                |             |                         |            |
| Родина: Лежневі (Burhinidae)        |               |                     |                |             |                         |            |
| Лежень                              | Paksujalka    | Burhinus oedicnemus | Linnaeus, 1758 | LC          | Рідкісний залітний птах |            |

#### Родина Дерихвостові (Glareolidae)
| Українська назва                    | Фінська назва     | Латинська назва     | Автор таксона  | Статус МСОП | Поширення у Фінляндії   | Зображення |
| Ряд: Сивкоподібні (Charadriiformes) |                   |                     |                |             |                         |            |
| Родина: Дерихвостові (Glareolidae)  |                   |                     |                |             |                         |            |
| Бігунець пустельний                 | Aavikkojuoksija   | Cursorius cursor    | Latham, 1787   | LC          | Рідкісний залітний птах |            |
| Дерихвіст лучний                    | Pääskykahlaaja    | Glareola pratincola | Linnaeus, 1766 | NT          | Рідкісний залітний птах |            |
| Дерихвіст степовий                  | Aropääskykahlaaja | Glareola nordmanni  | Nordmann, 1842 | NT          | Рідкісний залітний птах |            |

#### Родина Сивкові (Charadriidae)
| Українська назва                    | Фінська назва    | Латинська назва          | Автор таксона        | Статус МСОП | Поширення у Фінляндії                                                   | Зображення |
| Ряд: Сивкоподібні (Charadriiformes) |                  |                          |                      |             |                                                                         |            |
| Родина: Сивкові (Charadriidae)      |                  |                          |                      |             |                                                                         |            |
| Пісочник великий                    | Tylli            | Charadrius hiaticula     | Linnaeus, 1758       | LC          | Досить поширений, до 10 тис пар.                                        |            |
| Пісочник малий                      | Pikkutylli       | Charadrius dubius        | Scopoli, 1786        | LC          | Досить поширений, до 5 тис пар.                                         |            |
| Пісочник морський                   | Mustajalkatylli  | Charadrius alexandrinus  | Linnaeus, 1758       | LC          | Рідкісний на морському узбережжі                                        |            |
| Пісочник товстодзьобий              | Aavikkotylli     | Charadrius leschenaultii | Lesson, 1826         | LC          | Рідкісний                                                               |            |
| Хрустан                             | Keräkurmitsa     | Charadrius morinellus    | Linnaeus, 1758       | LC          | Поширений мозаїчно, до 2 тис пар.                                       |            |
| Пісочник монгольський               | Ylänkötylli      | Charadrius mongolus      | Pallas, 1776         | LC          | Рідкісний залітний з Сибіру                                             |            |
| Пісочник каспійський                | Kaspiantylli     | Charadrius asiaticus     | Pallas, 1773         | LC          | Рідкісний залітний з Сибіру                                             |            |
|                                     | Gobintylli       | Charadrius veredus       | Gould, 1848          | LC          | Рідкісний залітний з Сибіру, єдине спостереження у 2003 році в Ілмайоки |            |
| Сивка звичайна                      | Kapustarinta     | Pluvialis apricaria      | Linnaeus, 1758       | LC          | Повсюдно, 60-70 тис пар                                                 |            |
| Сивка американська                  | Amerikankurmitsa | Pluvialis dominica       | Statius Müller, 1776 | LC          | Рідкісний залітний вид, спостерігався тричі.                            |            |
| Сивка морська                       | Tundrakurmitsa   | Pluvialis squatarola     | Linnaeus, 1758       | LC          | Поширений залітний вид                                                  |            |
| Сивка бурокрила                     | Siperiankurmitsa | Pluvialis fulva          | Linnaeus, 1758       | LC          | Рідкісний залітний вид з Сибіру                                         |            |
| Чайка                               | Töyhtöhyyppä     | Vanellus vanellus        | Linnaeus, 1758       | LC          | Широко поширений, 70-120 тис пар                                        |            |
| Чайка степова                       | Arohyyppä        | Vanellus gregarius       | (Pallas, 1771)       | CR          | Рідкісний залітний. У Фінляндії спостерігався 5 разів                   |            |
| Чайка білохвоста                    | Suohyyppä        | Vanellus leucura         | (Lichtenstein, 1823) | LC          | Рідкісний залітний. У Фінляндії спостерігався 4 рази                    |            |

#### Родина Баранцеві (Scolopacidae)
| Українська назва                    | Фінська назва      | Латинська назва             | Автор таксона     | Статус МСОП | Поширення у Фінляндії                                                               | Зображення |
| Ряд: Сивкоподібні (Charadriiformes) |                    |                             |                   |             |                                                                                     |            |
| Родина: Баранцеві (Scolopacidae)    |                    |                             |                   |             |                                                                                     |            |
| Побережник ісландський              | Isosirri           | Calidris canutus            | Linnaeus, 1758    | LC          | На перельоті                                                                        |            |
| Побережник білий                    | Pulmussirri        | Calidris alba               | Pallas, 1764      | LC          | На перельоті                                                                        |            |
| Побережник малий                    | Pikkusirri         | Calidris minuta             | Leisler, 1812     | LC          | Переважно на перельоті, щороку спостерігається 0-5 гнізд                            |            |
| Побережник білохвостий              | Lapinsirri         | Calidris temminckii         | Leisler, 1812     | LC          | Досить поширений на узбережжі та Лапландії. Гніздиться 3-5 тис пар.                 |            |
| Побережник білогрудий               | Valkoperäsirri     | Calidris fuscicollis        | Vieillot, 1819    | LC          | Рідкісний залітний, спостерігався 5 разів.                                          |            |
| Побережник Берда                    | Eskimosirri        | Calidris bairdii            | Coues, 1861       | LC          | Рідкісний залітний, спостерігався 4 рази.                                           |            |
| Побережник арктичний                | Palsasirri         | Calidris melanotos          | Vieillot, 1819    | LC          | Численний під час міграцій                                                          |            |
| Побережник червоногрудий            | Kuovisirri         | Calidris ferruginea         | Pontoppidan, 1763 | LC          | трапляється під час міграцій                                                        |            |
| Побережник чорногрудий              | Suosirri           | Calidris alpina             | Linnaeus, 1758    | LC          | Фрагментарно в Лапландії та на островах, 500 пар                                    |            |
| Побережник морський                 | Merisirri          | Calidris maritima           | Brünnich, 1764    | LC          | Поширений на морському узбережжі. Рідкісний гніздовий, але численний на зимівлі     |            |
| Побережник рудоголовий              | Rusokaulasirri     | Calidris ruficollis         | (Pallas, 1776)    | LC          | Рідкісний залітний                                                                  |            |
|                                     | Suippopyrstösirri  | Calidris acuminata          | Horsfield, 1821   | LC          | Рідкісний залітний, спостерігався двічі                                             |            |
|                                     | Pitkäkoipisirri    | Calidris himantopus         | Bonaparte, 1826   | LC          | Рідкісний залітний, спостерігався двічі (у 1983 та 2013)                            |            |
| Побережник довгопалий               | Siperiansirri      | Calidris subminuta          | (Vieillot, 1819)  | NT          | Рідкісний залітний, спостерігався один раз у 2007 році                              |            |
| Побережник-крихітка                 | Amerikansirri      | Calidris minutilla          | (Vieillot, 1819)  | EN          | Рідкісний залітний з Америки                                                        |            |
| Побережник болотяний                | Jänkäsirriäinen    | Limicola falcinellus        | Pontoppidan, 1763 | LC          | На півночі країни, 5-15 тис пар                                                     |            |
|                                     | Tundravikla        | Tryngites subruficollis     | (Vieillot, 1819)  | LC          | Залітний з Канади                                                                   |            |
| Турухтан                            | Suokukko           | Philomachus pugnax          | Linnaeus, 1758    | LC          | Досить поширений, 5-8 тис пар                                                       |            |
| Баранець малий                      | Jänkäkurppa        | Lymnocryptes minimus        | Brunnich, 1764    | LC          | Поширений на півночі, численний на перельоті. У Фінляндії гніздиться до 12 тис пар. |            |
| Баранець великий                    | Heinäkurppa        | Gallinago media             | Latham, 1787      | NT          | Поширений                                                                           |            |
| Баранець звичайний                  | Taivaanvuohi       | Gallinago gallinago         | Linnaeus, 1758    | LC          | Досить поширений, до 100 тис пар.                                                   |            |
| Баранець американський              | Taivaanvuohi       | Gallinago delicata          | (Ord, 1825)       | LC          | Єдине спостереження у 2010 році                                                     |            |
| Баранець лісовий                    | Siperiankurppa     | Gallinago megala            | Swinhoe, 1861     | LC          | Єдине спостереження у 2008 році на кордоні з Росією                                 |            |
| Неголь довгодзьобий                 | Tundrakurppelo     | Limnodromus scolopaceus     | Say, 1823         | LC          | Рідкісний залітний, спостерігався 7 разів                                           |            |
| Слуква                              | Lehtokurppa        | Scolopax rusticola          | Linnaeus, 1758    | LC          | Повсюдно, до 120 тис пар.                                                           |            |
| Грицик великий                      | Mustapyrstökuiri   | Limosa limosa               | Linnaeus, 1758    | LC          | На Аландських островах до 30 пар.                                                   |            |
| Грицик малий                        | Punakuiri          | Limosa lapponica            | Linnaeus, 1758    | LC          | В Лапландії до 300 пар                                                              |            |
| Кульон середній                     | Punakuiri          | Numenius phaeopus           | Linnaeus, 1758    | LC          | Досить поширений, до 40 тис пар.                                                    |            |
| Кульон великий                      | Kuovi              | Numenius arquata            | Linnaeus, 1758    | NT          | Досить поширений, 35-50 тис пар                                                     |            |
| Кульон-крихітка                     | Taigakuovi         | Numenius minutus            | Gould, 1841       | NT          | Рідкісний залітний                                                                  |            |
| Коловодник чорний                   | Mustaviklo         | Tringa erythropus           | Pallas, 1764      | LC          | В Лапландії 15-20 тис пар.                                                          |            |
| Коловодник звичайний                | Punajalkaviklo     | Tringa totanus              | Linnaeus, 1758    | LC          | Досить поширений вздовж узбережжя, до 8 тис пар                                     |            |
| Коловодник ставковий                | Lampiviklo         | Tringa stagnatilis          | Bechstein, 1803   | LC          | На перельоті з Росії                                                                |            |
| Коловодник лісовий                  | Metsäviklo         | Tringa ochropus             | Linnaeus, 1758    | LC          | Досить поширений, 50-80 тис пар                                                     |            |
| Коловодник великий                  | Valkoviklo         | Tringa nebularia            | Gunnerus, 1767    | LC          | Досить поширений, до 30 тис пар                                                     |            |
| Жовтоногий коловодник               | Keltajalkaviklo    | Tringa flavipes             | Gmelin, 1789      | LC          | Рідкісний залітний                                                                  |            |
| Коловодник болотяний                | Liro               | Tringa glareola             | Linnaeus, 1758    | LC          | Численний на перельоті                                                              |            |
| Мородунка                           | Rantakurvi         | Xenus cinereus              | Güldenstädt, 1775 | LC          | Рідкісний на узбережжі Ботнічної затоки. Гніздиться близько 20 пар.                 |            |
| Набережник                          | Rantasipi          | Actitis hypoleucos          | Linnaeus, 1758    | LC          | Досить поширений, до 250 тис пар                                                    |            |
| Набережник плямистий                | Amerikansipi       | Actitis macularius          | Linnaeus, 1758    | LC          | Рідкісний залітний, єдине спостереження у 1975 році                                 |            |
|                                     | Preeriaviklo       | Catoptrophorus semipalmatus | (Gmelin, 1789)    | LC          | Залітний з Америки. У Фінляндії спостерігався у 1983 році                           |            |
| Крем'яшник звичайний                | Karikukko          | Actitis interpres           | Linnaeus, 1758    | LC          | Спорадично, 4-5 тис пар                                                             |            |
| Плавунець триколірний               | Amerikanvesipääsky | Phalaropus tricolor         | Vieillot, 1819    | LC          | Залітний вид                                                                        |            |
| Плавунець круглодзьобий             | Vesipääsky         | Phalaropus lobatus          | Linnaeus, 1758    | LC          | У Лапландії, 65-90 тис пар                                                          |            |
| Плавунець плоскодзьобий             | Isovesipääsky      | Phalaropus fulicarius       | Linnaeus, 1758    | LC          | Рідкісний залітний вид                                                              |            |

#### Родина Мартинові (Laridae)
| Українська назва                    | Фінська назва     | Латинська назва            | Автор таксона      | Статус МСОП | Поширення у Фінляндії                                                                        | Зображення |
| Ряд: Сивкоподібні (Charadriiformes) |                   |                            |                    |             |                                                                                              |            |
| Родина: Мартинові (Laridae)         |                   |                            |                    |             |                                                                                              |            |
| Мартин середземноморський           | Mustanmerenlokki  | Ichthyaetus melanocephalus | Temminck, 1820     | LC          | Рідкісний залітний                                                                           |            |
| Мартин звичайний                    | Naurulokki        | Larus ridibundus           | Linnaeus, 1766     | LC          | Досить поширений, 95-110 тис пар.                                                            |            |
| Мартин сизий                        | Kalalokki         | Larus canus                | Linnaeus, 1758     | LC          | Повсюдно, до 80 тис пар                                                                      |            |
| Мартин сріблястий                   | Harmaalokki       | Larus argentatus           | Pontoppidan, 1763  | LC          | Широко поширений, до 30 тис пар                                                              |            |
| Мартин чорнокрилий                  | Selkälokki        | Larus fuscus               | Linnaeus 1758      | LC          | Поширений вид на узбережжі, гніздиться до 5 тис. пар                                         |            |
| Мартин гренландський                | Grönlanninlokki   | Larus glaucoides           | Meyer, 1822        | LC          | Залітний, спостерігався близько 30 разів                                                     |            |
| Мартин морський                     | Merilokki         | Larus marinus              | Linnaeus, 1758     | LC          | Поширений на узбережжі Фінської затоки та островах Балтійського моря. Гніздиться до 3000 пар |            |
| Мартин трипалий                     | Pikkukajava       | Rissa tridactyla           | Linnaeus, 1758     | LC          | Трапляється на перельоті, гніздувався на початку 20 століття                                 |            |
|                                     | Jäälokki          | Pagophila eburnea          | Phipps, 1774       | NT          | На півночі                                                                                   |            |
|                                     | Ruusulokki        | Rhodostethia rosea         | MacGillivray, 1842 | LC          | Залітний вид, з 1973 року було сім спостережень                                              |            |
|                                     | Tiiralokki        | Xema sabini                | Leach, 1819        | LC          | Рідкісний залітний, спостерігався близько 10 разів                                           |            |
| Мартин ставковий                    | Preerianaurulokki | Leucophaeus pipixcan       | (Wagler, 1831)     | LC          | Рідкісний залітний з Канади, спостерігався двічі: у 1997 та 1999                             |            |
| Мартин полярний                     | Isolokki          | Larus hyperboreus          | Gunnerus, 1767     | LC          | Численний на зимівлі                                                                         |            |
|                                     | Nokisiipilokki    | Larus atricilla            | Linnaeus, 1758     | LC          | Рідкісний залітний з Америки, спостерігався у 1997 році                                      |            |
| Мартин тонкодзьобий                 | Kaitanokkalokki   | Larus genei                | Breme, 1839        | LC          | Рідкісний залітний, спостерігався у 1993 році                                                |            |
|                                     | Välimerenlokki    | Larus audouinii            | Payraudeau, 1826   | NT          | Рідкісний залітний, спостерігався у 2007 році                                                |            |
|                                     | Aroharmaalokki    | Larus cachinnans           | Pallas, 1811       | LC          | Залітний                                                                                     |            |
|                                     | Etelänharmaalokki | Larus michahellis          | Naumann, 1840      | LC          | Залітний вид з Південної Європи. У 21 столітті спостерігався сім разів                       |            |
| Мартин охотський                    | Ohotanlokki       | Larus schistisagus         | Stejneger, 1884    | LC          | Спостерігався в Еспоо у 2012 році                                                            |            |
| Мартин малий                        | Pikkulokki        | Hydrocoloeus minutus       | Pallas, 1776       | LC          | Вздовж морського узбережжя, гніздиться до 10 тис пар                                         |            |

#### Родина Крячкові (Sternidae)
| Українська назва                    | Фінська назва   | Латинська назва         | Автор таксона     | Статус МСОП | Поширення у Фінляндії                                                              | Зображення |
| Ряд: Сивкоподібні (Charadriiformes) |                 |                         |                   |             |                                                                                    |            |
| Родина: Крячкові (Sternidae)        |                 |                         |                   |             |                                                                                    |            |
| Крячок чорнодзьобий                 | Hietatiira      | Gelochelidon nilotica   | Gmelin, 1789      | LC          | Рідкісний залітний. У Фінляндії спостерігався тричі: двічі у 1988 та 2010 роках    |            |
| Крячок каспійський                  | Räyskä          | Hydroprogne caspia      | Pallas, 1770      | LC          | Рідкісний, поширений вздовж узбережжя Ботнічної затоки. Гніздиться близько 800 пар |            |
| Крячок рябодзьобий                  | Riuttatiira     | Thalasseus sandvicensis | Latham, 1787      | LC          | Єдине спостереження у 2006 році                                                    |            |
| Крячок річковий                     | Kalatiira       | Sterna hirundo          | Linnaeus, 1758    | LC          | Широко поширений, о 50 тис. пар                                                    |            |
| Крячок полярний                     | Lapintiira      | Sterna paradisaea       | Pontoppidan, 1763 | LC          | Численний на островах та узбережжі Ботнічної затоки, близько 55 тис пар            |            |
| Крячок малий                        | Pikkutiira      | Sterna albifrons        | Pallas, 1764      | LC          | На островах Архіпелагового моря, до 50 пар                                         |            |
| Крячок білощокий                    | Valkoposkitiira | Chlidonias hybrida      | Pallas, 1811      | LC          | Залітний вид                                                                       |            |
| Крячок чорний                       | Mustatiira      | Chlidonias niger        | Linnaeus, 1758    | LC          | Рідкісний на півдні країни                                                         |            |
| Крячок білокрилий                   | Valkosiipitiira | Chlidonias leucopterus  | Temminck, 1815    | LC          | Рідкісний залітний птах                                                            |            |

#### Родина Поморникові (Stercorariidae)
| Українська назва                     | Фінська назва   | Латинська назва          | Автор таксона  | Статус МСОП | Поширення у Фінляндії               | Зображення |
| Ряд: Сивкоподібні (Charadriiformes)  |                 |                          |                |             |                                     |            |
| Родина: Поморникові (Stercorariidae) |                 |                          |                |             |                                     |            |
| Поморник великий                     | Isokihu         | Stercorarius skua        | Brunnich, 1764 | LC          | Частий залітний                     |            |
| Поморник середній                    | Leveäpyrstökihu | Stercorarius pomarinus   | Temminck, 1815 | LC          | Залітний вид                        |            |
| Поморник короткохвостий              | Merikihu        | Stercorarius parasiticus | Linnaeus, 1758 | LC          | На півночі, близько 500 пар         |            |
| Поморник довгохвостий                | Tunturikihu     | Stercorarius longicaudus | Vieillot, 1819 | LC          | В Лапландії гніздиться 100-2000 пар |            |

#### Родина Алькові (Alcidae)
| Українська назва                    | Фінська назва | Латинська назва    | Автор таксона     | Статус МСОП | Поширення у Фінляндії                                            | Зображення |
| Ряд: Сивкоподібні (Charadriiformes) |               |                    |                   |             |                                                                  |            |
| Родина: Алькові (Alcidae)           |               |                    |                   |             |                                                                  |            |
| Люрик                               | Pikkuruokki   | Alle alle          | Linnaeus, 1758    | LC          | Залітний                                                         |            |
| Кайра тонкодзьоба                   | Etelänkiisla  | Uria aalge         | Pontoppidan, 1763 | LC          | На узбережжі Фінської затоки, 40-50 пар                          |            |
| Кайра товстодзьоба                  | Pohjankiisla  | Uria lomvia        | Linnaeus, 1758    | LC          | Рідкісний залітний. Востаннє спостерігався у 1988 році           |            |
| Гагарка                             | Ruokki        | Alca torda         | Linnaeus, 1758    | LC          | Фрагментарно вздовж морського узбережжя, гніздиться до 8 тис пар |            |
| Чистун арктичний                    | Riskilä       | Cepphus grylle     | Kohl, 1820        | LC          | Вздовж узбережжя та на островах, 8-20 тис пар                    |            |
| Тупик атлантичний                   | Lunni         | Fratercula arctica | Linnaeus, 1758    | LC          | Залітний                                                         |            |

### Ряд Голубоподібні (Columbiformes)
Голуби — це дрібні птахи із міцною тілобудовою та короткою шиєю. Харчуються насінням, плодами. Відомо 303 види, з них на території Фінляндії трапляються 6 видів.

#### Родина Голубові (Columbidae)
| Українська назва                   | Фінська назва     | Латинська назва         | Автор таксона     | Статус МСОП | Поширення у Фінляндії                                     | Зображення |
| Ряд: Голубоподібні (Columbiformes) |                   |                         |                   |             |                                                           |            |
| Родина: Голубові (Columbidae)      |                   |                         |                   |             |                                                           |            |
| Голуб сизий                        | Kesykyyhky        | Columba livia           | Gmelin, 1789      | LC          | Широко поширений у містах на півдні країни. До 40 тис пар |            |
| Голуб-синяк                        | Uuttukyyhky       | Columba oenas           | Linnaeus, 1758    | LC          | На південному заході країни, до 7000 пар                  |            |
| Припутень                          | Sepelkyyhky       | Columba palumbus        | Linnaeus, 1758    | LC          | Широко поширений, до 200 тис. пар                         |            |
| Горлиця звичайна                   | Turturikyyhky     | Streptopelia turtur     | Linnaeus, 1758    | LC          | Рідкісний на півдні країни, 50-100 пар                    |            |
| Горлиця садова                     | Turkinkyyhky      | Streptopelia decaocto   | Frivaldszky, 1838 | NT          | Рідкісний на півдні країни, 50-100 пар                    |            |
| Горлиця велика                     | Idänturturikyyhky | Streptopelia orientalis | Latham, 1790      | LC          | Залітний                                                  |            |

### Ряд Рябкоподібні (Pterocliformes)
Поширені в посушливих степах і напівпустелях Євразії і Африки. Представники цього ряду дуже схожі між собою за зовнішнім виглядом та поведінкою. Є об'єктом полювання. Відомо 16 видів, з яких 1 вид трапляється у Фінляндії.

#### Родина Рябкові (Pteroclidae)
| Українська назва                   | Фінська назва | Латинська назва      | Автор таксона | Статус МСОП | Поширення у Фінляндії   | Зображення |
| Ряд: Рябкоподібні (Pterocliformes) |               |                      |               |             |                         |            |
| Родина: Рябкові (Pteroclidae)      |               |                      |               |             |                         |            |
| Саджа звичайна                     | Arokyyhky     | Syrrhaptes paradoxus | Pallas, 1773  | LC          | Рідкісний залітний птах |            |

### Ряд Зозулеподібні (Cuculiformes)
Це птахи середнього розміру з тонкими тілами, довгими хвостами і сильними ногами. У зозуль відомий гніздовий паразитизм. Відомо 138 видів, з них у Фінляндії — 2 види.

#### Родина Зозулеві (Cuculidae)
| Українська назва                  | Фінська назва | Латинська назва     | Автор таксона  | Статус МСОП | Поширення у Фінляндії                                            | Зображення |
| Ряд: Зозулеподібні (Cuculiformes) |               |                     |                |             |                                                                  |            |
| Родина: Зозулеві (Cuculidae)      |               |                     |                |             |                                                                  |            |
| Зозуля звичайна                   | Käki          | Cuculus canorus     | Linnaeus, 1758 | LC          | Повсюдно, до 120 тис особин                                      |            |
| Зозуля чубата                     | Harakkakäki   | Clamator glandarius | Linnaeus, 1758 | LC          | Залітний з Північної Африки, спостерігався двічі: у 1946 та 2007 |            |

### Ряд Совоподібні (Strigiformes)
Це великі одиночні нічні хижаки. Вони мають великі, звернені вперед очі і вуха та круглий лицьовий диск. Відомо 211 видів, з них у Фінляндії — 13 видів.

#### Родина Сипухові (Tytonidae)
| Українська назва                | Фінська назва | Латинська назва | Автор таксона | Статус МСОП | Поширення у Фінляндії                               | Зображення |
| Ряд: Совоподібні (Strigiformes) |               |                 |               |             |                                                     |            |
| Родина: Сипухові (Tytonidae)    |               |                 |               |             |                                                     |            |
| Сипуха                          | Tornipöllö    | Tyto alba       | Scopoli, 1769 | LC          | Залітний у південній частині, спостерігався 7 разів |            |

#### Родина Совові (Strigidae)
| Українська назва                | Фінська назва | Латинська назва       | Автор таксона     | Статус МСОП | Поширення у Фінляндії                                                 | Зображення                                 |
| Ряд: Совоподібні (Strigiformes) |               |                       |                   |             |                                                                       |                                            |
| Родина: Совові (Strigidae)      |               |                       |                   |             |                                                                       |                                            |
| Совка                           | Kyläpöllönen  | Otus scops            | Linnaeus, 1758    | LC          | Рідкісний залітний, спостерігався у 2011 році                         |                                            |
| Пугач звичайний                 | Huuhkaja      | Bubo bubo             | Linnaeus, 1758    | LC          | досить поширений, переважно на південному заході, гніздиться 1200 пар |                                            |
| Сова біла                       | Tunturipöllö  | Bubo scandiacus       | Linnaeus, 1758    | LC          | Фрагментарно в Лапландії, гніздиться до 100 пар                       |                                            |
| Сичик-горобець                  | Varpuspöllö   | Glaucidium passerinum | Linnaeus, 1758    | LC          | Досить поширений, до 10 тис. пар                                      |                                            |
| Сич хатній                      | Minervanpöllö | Athene noctua         | Scopoli, 1769     | LC          | Залітний, спостерігався двічі: у 1901 та 1983 роках                   | Файл:Mochuelo Común (Athene noctua)(1).jpg |
| Сова сіра                       | Lehtopöllö    | Strix aluco           | Linnaeus, 1758    | LC          | На півдні країни, до 2000 пар                                         |                                            |
| Сова довгохвоста                | Viirupöllö    | Strix uralensis       | Pallas, 1771      | LC          | На півдні та центрі країни, 3-4 тис. пар                              |                                            |
| Сова бородата                   | Lapinpöllö    | Strix nebulosa        | Forster, 1772     | LC          | У Лапландії, 300—1500 пар                                             |                                            |
| Сич волохатий                   | Helmipöllö    | Aegolius funereus     | Linnaeus, 1758    | LC          | Повсюдно, крайньої півночі, 3-15 тис. н                               |                                            |
| Сова вухата                     | Sarvipöllö    | Asio otus             | Linnaeus, 1758    | LC          | Повсюдно, до 10 тис. пар                                              |                                            |
| Сова болотяна                   | Suopöllö      | Asio flammeus         | Pontoppidan, 1763 | LC          | Досить поширений, до 5 тис. пар                                       |                                            |
| Сова яструбина                  | Hiiripöllö    | Surnia ulula          | (Linnaeus, 1758)  | LC          | Повсюдно, 500-6000 пар                                                |                                            |

### Ряд Дрімлюгоподібні (Caprimulgiformes)
Дрімлюги — це середні нічні птахи, які зазвичай гніздяться на землі. У них є довгі крила, короткі ноги і дуже короткі дзьоби. Відомо 86 видів дрімлюг, з яких один вид поширений у Фінляндії.

#### Родина Дрімлюгові (Caprimulgidae)
| Українська назва                        | Фінська назва | Латинська назва       | Автор таксона  | Статус МСОП | Поширення у Фінляндії                              | Зображення |
| Ряд: Дрімлюгоподібні (Caprimulgiformes) |               |                       |                |             |                                                    |            |
| Родина: Дрімлюгові (Caprimulgidae)      |               |                       |                |             |                                                    |            |
| Дрімлюга                                | Kehrääjä      | Caprimulgus europaeus | Linnaeus, 1758 | LC          | У піденній та центральній Фінляндії, до 4 тис. пар |            |

### Ряд Сиворакшоподібні (Coraciiformes)
Відомо близько 90 видів сиворакшеподібних, з них у Фінляндії спостерігаються 5 види.

#### Родина Рибалочкові (Alcedinidae)
| Українська назва                      | Фінська назва     | Латинська назва | Автор таксона  | Статус МСОП | Поширення у Фінляндії | Зображення |
| Ряд: Сиворакшоподібні (Coraciiformes) |                   |                 |                |             |                       |            |
| Родина: Рибалочкові (Alcedinidae)     |                   |                 |                |             |                       |            |
| Рибалочка                             | Kuningaskalastaja | Alcedo atthis   | Linnaeus, 1758 | LC          | Рідкісний на півдні   |            |

#### Родина Бджолоїдкові (Meropidae)
| Українська назва                      | Фінська назва      | Латинська назва | Автор таксона  | Статус МСОП | Поширення у Фінляндії                 | Зображення |
| Ряд: Сиворакшоподібні (Coraciiformes) |                    |                 |                |             |                                       |            |
| Родина: Бджолоїдкові (Meropidae)      |                    |                 |                |             |                                       |            |
| Бджолоїдка зелена                     | Vihermehiläissyöjä | Merops persicus | (Pallas, 1773) | LC          | Залітний                              |            |
| Бджолоїдка звичайна                   | Mehiläissyöjä      | Merops apiaster | Linnaeus, 1758 | LC          | Залітний з Європи у південній частині |            |

#### Родина Сиворакшеві (Coraciidae)
| Українська назва                      | Фінська назва | Латинська назва   | Автор таксона  | Статус МСОП | Поширення у Фінляндії | Зображення |
| Ряд: Сиворакшоподібні (Coraciiformes) |               |                   |                |             |                       |            |
| Родина: Сиворакшеві (Coraciidae)      |               |                   |                |             |                       |            |
| Сиворакша                             | Sininärhi     | Coracias garrulus | Linnaeus, 1758 | NT          | Рідкісний залітний    |            |

#### Родина Одудові (Upupidae)
| Українська назва                      | Фінська назва | Латинська назва | Автор таксона  | Статус МСОП | Поширення у Фінляндії                                      | Зображення |
| Ряд: Сиворакшоподібні (Coraciiformes) |               |                 |                |             |                                                            |            |
| Родина: Одудові (Upupidae)            |               |                 |                |             |                                                            |            |
| Одуд                                  | Harjalintu    | Upupa epops     | Linnaeus, 1758 | LC          | Спостерігається часто на всій території, але не гніздиться |            |

### Ряд Серпокрильцеподібні (Apodiformes)
Відомо 341 вид серпокрильцеподібних, з них у Фінляндії зафіксовано 5 видів.

#### Родина Серпокрильцеві (Apodidae)
| Українська назва                       | Фінська назва       | Латинська назва       | Автор таксона        | Статус МСОП | Поширення у Фінляндії                                                     | Зображення |
| Ряд: Серпокрильцеподібні (Apodiformes) |                     |                       |                      |             |                                                                           |            |
| Родина: Серпокрильцеві (Apodidae)      |                     |                       |                      |             |                                                                           |            |
| Колючкохвіст білогорлий                | Piikkipyrstökiitäjä | Hirundapus caudacutus | (Latham, 1802)       | LC          | Рідкісний залітний з Сибіру, за 100 років спостерігався 4 рази            |            |
| Серпокрилець білочеревий               | Alppikiitäjä        | Tachymarptis melba    | Linnaeus, 1758       | LC          | Рідкісний залітний з Південної Європи, за 100 років спостерігався 5 разів |            |
| Серпокрилець чорний                    | Tervapääsky         | Apus apus             | Linnaeus, 1758       | LC          | Повсюдно, 30-50 тис пар                                                   |            |
| Серпокрилець блідий                    | Vaaleakiitäjä       | Apus pallidus         | Shelley, 1870        | LC          | Рідкісний залітний з Південної Європи, спостерігався двічі                |            |
| Серпокрилець білогузий                 | Kafferikiitäjä      | Apus caffer           | (Lichtenstein, 1823) | LC          | Рідкісний залітний з Південної Європи, спостерігався лише раз             |            |

### Ряд Дятлоподібні (Piciformes)
Із 440 видів дятлоподібних у Фінляндії трапляється 8 видів.

#### Родина Дятлові (Picidae)
| Українська назва               | Фінська назва   | Латинська назва      | Автор таксона     | Статус МСОП | Поширення у Фінляндії                            | Зображення |
| Ряд: Дятлоподібні (Piciformes) |                 |                      |                   |             |                                                  |            |
| Родина: Дятлові (Picidae)      |                 |                      |                   |             |                                                  |            |
| Крутиголовка                   | Käenpiika       | Jynx torquilla       | Linnaeus, 1758    | LC          | Досить поширений, 10-20 тис                      |            |
| Дятел білоспинний              | Valkoselkätikka | Dendrocopos leucotos | (Bechstein, 1802) | LC          | Фрагментарно на півдні, до 100 гніздових пар     |            |
| Дятел звичайний                | Käpytikka       | Dendrocopos major    | Linnaeus, 1758    | LC          | Повсюдно, крім крайньої півночі, 300-700 тис пар |            |
| Дятел середній                 | Tammitikka      | Dendrocopos medius   | Linnaeus, 1758    | LC          | Єдине спостереження у 2010 році                  |            |
| Жовна чорна                    | Palokärki       | Dryocopus martius    | Linnaeus, 1758    | LC          | Повсюдно, 10-15 тис пар                          |            |
| Жовна зелена                   | Vihertikka      | Picus viridis        | Linnaeus, 1758    | LC          | Рідкісний залітний, спостерігався 8 раз          |            |
| Жовна сива                     | Harmaapäätikka  | Picus canus          | (Gmelin, 1788)    | LC          | по всій країні, 3-4 тис пар                      |            |
| Дятел малий строкатий          | Pikkutikka      | Dryobates minor      | Linnaeus, 1758    | LC          | Повсюдно, 5-8 тис пар                            |            |
| Дятел трипалий                 | Pohjantikka     | Picoides tridactylus | Linnaeus, 1758    | LC          | Повсюдно, до 25 тис пар                          |            |

### Ряд Горобцеподібні (Passeriformes)
Переважно дрібні і середньої величини птахи, що значно різняться за зовнішнім виглядом, способом життя, умовами проживання і способами добування їжі. Поширені по всьому світу. Відомо близько 5400 видів, з них на території Фінляндії зафіксовано 183 види.

#### Родина Жайворонкові (Alaudidae)
| Українська назва                    | Фінська назва    | Латинська назва            | Автор таксона    | Статус МСОП | Поширення в Фінляндії                                   | Зображення |
| Ряд: Горобцеподібні (Passeriformes) |                  |                            |                  |             |                                                         |            |
| Родина: Жайворонкові (Alaudidae)    |                  |                            |                  |             |                                                         |            |
| Жайворонок степовий                 | Arokiuru         | Melanocorypha calandra     | Linnaeus, 1766   | LC          | Рідкісний залітний, з 1975 по 2006 состерігався 9 разів |            |
| Жайворонок двоплямистий             | Ylänkökiuru      | Melanocorypha bimaculata   | Menetries, 1832  | LC          | Рідкісний залітний, з 1960 по 2001 состерігався 4 рази  |            |
| Жайворонок білокрилий               | Valkosiipikiuru  | Melanocorypha leucoptera   | Pallas, 1811     | LC          | Рідкісний залітний, з 1971 по 2001 состерігався тричі   |            |
| Жайворонок чорний                   | Mustakiuru       | Melanocorypha yeltoniensis |                  | LC          | Рідкісний залітний, спостерігався двічі у 1989 році     |            |
| Жайворонок малий                    | Lyhytvarvaskiuru | Calandrella brachydactyla  | Leisler, 1814    | LC          | Залітний                                                |            |
| Жайворонок сірий                    | Pikkukiuru       | Calandrella rufescens      | (Vieillot, 1820) | LC          | Рідкісний залітний, з 1962 по 2004 спостерігався тричі  |            |
| Посмітюха                           | Töyhtökiuru      | Galerida cristata          | Linnaeus, 1758   | LC          | Залітний                                                |            |
| Жайворонок лісовий                  | Kangaskiuru      | Lullula arborea            | Linnaeus, 1758   | LC          | На півдні країни, гніздитться 600-1000 пар              |            |
| Жайворонок польовий                 | Kiuru            | Alauda arvensis            | Linnaeus, 1758   | LC          | Поширений по всій Фінляндії, до 500 тис пар             |            |
| Жайворонок рогатий                  | Tunturikiuru     | Eremophila alpestris       | Linnaeus, 1758   | LC          | Рідкісний, гніздиться до 40 пар.                        |            |

#### Родина Ластівкові (Hirundinidae)
| Українська назва                    | Фінська назва | Латинська назва        | Автор таксона   | Статус МСОП | Поширення в Фінляндії                                   | Зображення |
| Ряд: Горобцеподібні (Passeriformes) |               |                        |                 |             |                                                         |            |
| Родина: Ластівкові (Hirundinidae)   |               |                        |                 |             |                                                         |            |
| Ластівка берегова                   | Törmäpääsky   | Riparia riparia        | Linnaeus, 1758  | LC          | Повсюдно, 30-60 тис пар                                 |            |
| Ластівка скельна                    | Kalliopääsky  | Ptyonoprogne rupestris | (Scopoli, 1769) | LC          | Рідкісний залітний. Спостерігався двічі: у 1988 та 2003 |            |
| Ластівка сільська                   | Haarapääsky   | Hirundo rustica        | Linnaeus, 1758  | LC          | Повсюдно, до 200 тис пар                                |            |
| Ластівка даурська                   | Ruostepääsky  | Cecropis daurica       | Linnaeus, 1771  | LC          | Залітний, не гніздиться                                 |            |
| Ластівка міська                     | Räystäspääsky | Delichon urbicum       | Linnaeus, 1758  | LC          | Повсюдно, до 120 тис пар                                |            |

#### Родина Плискові (Motacillidae)
| Українська назва                    | Фінська назва      | Латинська назва    | Автор таксона     | Статус МСОП | Поширення в Фінляндії                                               | Зображення |
| Ряд: Горобцеподібні (Passeriformes) |                    |                    |                   |             |                                                                     |            |
| Родина: Плискові (Motacillidae)     |                    |                    |                   |             |                                                                     |            |
| Щеврик азійський                    | Isokirvinen        | Anthus richardi    | Vieillot, 1818    | LC          | Рідкісний залітний з Сибіру                                         |            |
| Щеврик польовий                     | Nummikirvinen      | Anthus campestris  | Linnaeus, 1758    | LC          | Рідкісний залітний                                                  |            |
| Щеврик лісовий                      | Metsäkirvinen      | Anthus trivialis   | Linnaeus, 1758    | LC          | Повсюдно                                                            |            |
| Щеврик лучний                       | Niittykirvinen     | Anthus pratensis   | Linnaeus, 1758    | LC          | Повсюдно, близько 1 млн пар                                         |            |
| Щеврик червоногрудий                | Lapinkirvinen      | Anthus cervinus    | Linnaeus, 1758    | LC          | Поширений на півночі                                                |            |
| Щеврик береговий                    | Luotokirvinen      | Anthus petrosus    | Montagu, 1798     | LC          | Повсюдно вздовж морського узбережжя                                 |            |
| Щеврик забайкальський               | Mongoliankirvinen  | Anthus godlewskii  | Taczanowski, 1876 | LC          | Рідкісний залітний. Відомо кілька спостережень, вперше у 1987 році. |            |
| Щеврик оливковий                    | Taigakirvinen      | Anthus hodgsoni    | Richmond, 1907    | LC          |                                                                     |            |
| Щеврик сибірський                   | Tundrakirvinen     | Anthus gustavi     | Swinhoe, 1863     | LC          | Рідкісний залітний                                                  |            |
| Плиска жовтоголова                  | Sitruunavästäräkki | Motacilla citreola | Pallas, 1776      | LC          | Рідкісний залітний                                                  |            |
| Плиска жовта                        | Keltavästäräkki    | Motacilla flava    | Linnaeus, 1758    | LC          | Повсюдно                                                            |            |
| Плиска гірська                      | Virtavästäräkki    | Motacilla cinerea  | Tunstall, 1771    | LC          | Досить поширений                                                    |            |
| Плиска біла                         | Västäräkki         | Motacilla alba     | Linnaeus, 1758    | LC          | Повсюдно                                                            |            |

#### Родина Золотомушкові (Regulidae)
| Українська назва                    | Фінська назва     | Латинська назва      | Автор таксона  | Статус МСОП | Поширення в Фінляндії                       | Зображення |
| Ряд: Горобцеподібні (Passeriformes) |                   |                      |                |             |                                             |            |
| Родина: Золотомушкові (Regulidae)   |                   |                      |                |             |                                             |            |
| Золотомушка жовточуба               | Hippiäinen        | Regulus regulus      | Linnaeus, 1758 | LC          | Досить поширений у південній частині країни |            |
| Золотомушка червоночуба             | Tulipäähippiäinen | Regulus ignicapillus | Temminck, 1820 | LC          | Залітний з Європи                           |            |

#### Родина Омелюхові (Bombycillidae)
| Українська назва                    | Фінська назва | Латинська назва     | Автор таксона  | Статус МСОП | Поширення в Фінляндії | Зображення |
| Ряд: Горобцеподібні (Passeriformes) |               |                     |                |             |                       |            |
| Родина: Омелюхові (Bombycillidae)   |               |                     |                |             |                       |            |
| Омелюх звичайний                    | Tilhi         | Bombycilla garrulus | Linnaeus, 1758 | LC          | Повсюдно взимку       |            |

#### Родина Пронуркові (Cinclidae)
| Українська назва                    | Фінська назва | Латинська назва | Автор таксона  | Статус МСОП | Поширення в Фінляндії | Зображення |
| Ряд: Горобцеподібні (Passeriformes) |               |                 |                |             |                       |            |
| Родина: Пронуркові (Cinclidae)      |               |                 |                |             |                       |            |
| Пронурок                            | Koskikara     | Cinclus cinclus | Linnaeus, 1758 | LC          | Повсюдно              |            |

#### Родина Воловоочкові (Troglodytidae)
| Українська назва                     | Фінська назва | Латинська назва         | Автор таксона  | Статус МСОП | Поширення в Фінляндії | Зображення |
| Ряд: Горобцеподібні (Passeriformes)  |               |                         |                |             |                       |            |
| Родина: Воловоочкові (Troglodytidae) |               |                         |                |             |                       |            |
| Волове очко                          | Peukaloinen   | Troglodytes troglodytes | Linnaeus, 1758 | LC          | Повсюдно              |            |

#### Родина Тинівкові (Prunellidae)
| Українська назва                    | Фінська назва         | Латинська назва      | Автор таксона  | Статус МСОП | Поширення в Фінляндії        | Зображення |
| Ряд: Горобцеподібні (Passeriformes) |                       |                      |                |             |                              |            |
| Родина: Тинівкові (Prunellidae)     |                       |                      |                |             |                              |            |
| Тинівка лісова                      | Rautiainen            | Prunella modularis   | Linnaeus, 1758 | LC          | Повсюдно                     |            |
| Тинівка альпійська                  | Alppirautiainen       | Prunella collaris    | Scopoli, 1769  | LC          | Рідкісний залітний           |            |
| Тинівка сибірська                   | Taigarautiainen       | Prunella montanella  | Pallas, 1776   | LC          | Прилітає з Сибіру на зимівлю |            |
|                                     | Mustakurkkurautiainen | Prunella atrogularis | (Brandt, 1844) | LC          | Рідкісний залітний           |            |

#### Дроздові  (Turdidae)
| Українська назва                    | Фінська назва      | Латинська назва    | Автор таксона    | Статус МСОП | Поширення в Фінляндії                | Зображення |
| Ряд: Горобцеподібні (Passeriformes) |                    |                    |                  |             |                                      |            |
| Родина: Дроздові (Turdidae)         |                    |                    |                  |             |                                      |            |
| Квічаль тайговий                    | Kirjorastas        | Zoothera тайговий  | (Holandre, 1825) | LC          | Рідкісний залітний                   |            |
| Дрізд гірський                      | Sepelrastas        | Turdus torquatus   | Linnaeus, 1758   | LC          | Досить поширений                     |            |
| Дрізд чорний                        | Mustarastas        | Turdus merula      | Linnaeus, 1758   | LC          | Повсюдно                             |            |
| Чикотень                            | Räkättirastas      | Turdus pilaris     | Linnaeus, 1758   | LC          | Повсюдно                             |            |
| Дрізд білобровий                    | Punakylkirastas    | Turdus iliacus     | Linnaeus, 1766   | LC          | Повсюдно                             |            |
| Дрізд співочий                      | Laulurastas        | Turdus philomelos  | Brehm, 1831      | LC          | Повсюдно                             |            |
| Дрізд-омелюх                        | Kulorastas         | Turdus viscivorus  | Linnaeus, 1758   | LC          | Досить поширений, переважно на сході |            |
| Дрізд рудий                         | Ruosterastas       | Turdus naumanni    | Temminck, 1820   | LC          | Залітний                             |            |
| Дрізд вузькобровий                  | Harmaakurkkurastas | Turdus obscurus    | Gmelin, 1789     | LC          | Залітний з Сибіру                    |            |
| Дрізд темний                        | Ruostesiipirastas  | Turdus eunomus     | Temminck, 1820   | LC          | Рідкісний залітний з Сибіру          |            |
| Дрізд чорноволий                    | Mustakaularastas   | Turdus atrogularis | Jarocki, 1819    | LC          | Залітний з Сибіру                    |            |
|                                     | Korpirastas        | Catharus ustulatus | Nuttall, 1840    | LC          | Рідкісний залітний з Америки         |            |

#### Родина Locustellidae
| Українська назва                    | Фінська назва     | Латинська назва         | Автор таксона  | Статус МСОП | Поширення в Фінляндії | Зображення |
| Ряд: Горобцеподібні (Passeriformes) |                   |                         |                |             |                       |            |
| Родина: Locustellidae               |                   |                         |                |             |                       |            |
| Кобилочка-цвіркун                   | Pensassirkkalintu | Locustella naevia       | Boddaert, 1783 | LC          | Поширений             |            |
| Кобилочка річкова                   | Viitasirkkalintu  | Locustella fluviatilis  | Wolf, 1810     | LC          | Залітний              |            |
| Кобилочка солов'їна                 | Ruokosirkkalintu  | Locustella luscinioides | Savi, 1824     | LC          | Залітний              |            |
| Кобилочка плямиста                  | Viirusirkkalintu  | Locustella lanceolata   | Temminck, 1840 | LC          | Залітний              |            |

#### Родина Acrocephalidae
| Українська назва                    | Фінська назва       | Латинська назва            | Автор таксона      | Статус МСОП | Поширення в Фінляндії           | Зображення |
| Ряд: Горобцеподібні (Passeriformes) |                     |                            |                    |             |                                 |            |
| Родина: Acrocephalidae              |                     |                            |                    |             |                                 |            |
| Очеретянка прудка                   | Sarakerttunen       | Acrocephalus paludicola    | Vieillot, 1817     | VU          | Залітний                        |            |
| Очеретянка лучна                    | Ruokokerttunen      | Acrocephalus schoenobaenus | Linnaeus, 1758     | LC          | Поширений                       |            |
| Очеретянка ставкова                 | Rytikerttunen       | Acrocephalus scirpaceus    | Hermann, 1804      | LC          | На півдні країни                |            |
| Очеретянка чагарникова              | Luhtakerttunen      | Acrocephalus palustris     | Linnaeus, 1758     | LC          | Рідкісний                       |            |
| Очеретянка індійська                | Kenttäkerttunen     | Acrocephalus agricola      | Jerdon, 1845       | LC          | Залітний                        |            |
| Очеретянка велика                   | Rastaskerttunen     | Acrocephalus arundinaceus  | Linnaeus, 1758     | LC          | Рідкісний                       |            |
| Очеретянка садова                   | Viitakerttunen      | Acrocephalus dumetorum     | Blyth, 1849        | LC          | Залітний                        |            |
|                                     | Paksunokkakerttunen | Acrocephalus aedon         | (Pallas, 1776)     | LC          | Єдине спостереження у 1994 році |            |
| Берестянка бліда                    | Vaaleakultarinta    | Hippolais pallida          | Ehrenberg, 1833    | LC          | Залітний                        |            |
| Берестянка мала                     | Pikkukultarinta     | Hippolais caligata         | Lichtenstein, 1823 | LC          | Залітний                        |            |
| Берестянка звичайна                 | Kultarinta          | Hippolais icterina         | Vieillot, 1817     | LC          | Повсюдно                        |            |
|                                     | Aavikkokultarinta   | Hippolais rama             | (Sykes, 1832)      | LC          | Єдине спостереження у 1997 році |            |

#### Родина Вівчарикові
| Українська назва                     | Фінська назва      | Латинська назва            | Автор таксона               | Статус МСОП | Поширення в Фінляндії                                                    | Зображення |
| Ряд: Горобцеподібні (Passeriformes)  |                    |                            |                             |             |                                                                          |            |
| Родина: Вівчарикові (Phylloscopidae) |                    |                            |                             |             |                                                                          |            |
| Вівчарик жовтобровий                 | Sirittäjä          | Phylloscopus sibilatrix    | Bechstein, 1793             | LC          | Повсюдно                                                                 |            |
| Вівчарик бурий                       | Ruskouunilintu     | Phylloscopus fuscatus      | Blyth, 1842                 | LC          | Залітний                                                                 |            |
| Вівчарик лісовий                     | Taigauunilintu     | Phylloscopus inornatus     | Blyth, 1842                 | LC          | Залітний                                                                 |            |
| Вівчарик зелений                     | Idänuunilintu      | Phylloscopus trochiloides  | Sundevall, 1837             | LC          | Широко поширений                                                         |            |
| Вівчарик весняний                    | Pajulintu          | Phylloscopus trochilus     | Linnaeus, 1758              | LC          | Повсюдно                                                                 |            |
| Вівчарик шелюговий                   | Lapinuunilintu     | Phylloscopus borealis      | Blasius, 1858               | LC          | Залітний з Сибіру                                                        |            |
| Вівчарик товстодзьобий               | Siperianuunilintu  | Phylloscopus schwarzi      | (Radde, 1863)               | LC          | Залітний                                                                 |            |
| Вівчарик алтайський                  | Kashmirinuunilintu | Phylloscopus humei         |                             | LC          | Залітний з Сибіру                                                        |            |
| Вівчарик-ковалик                     | Tiltaltti          | Phylloscopus collybita     | (Vieillot, 1817)            | LC          | Повсюдно                                                                 |            |
| Вівчарик світлочеревий               | Vuoriuunilintu     | Phylloscopus bonelli       | (Vieillot, 1819)            | LC          | Залітний з Південної Європи                                              |            |
| Вівчарик золотомушковий              | Hippiäisuunilintu  | Phylloscopus proregulus    | (Pallas, 1811)              | LC          | Залітний з Сибіру                                                        |            |
|                                      | Amurinuunilintu    | Phylloscopus coronatus     | (Temminck & Schlegel, 1847) | LC          | Залітний з Сибіру. Єдиний раз спостерігався у 2004 році                  |            |
| Вівчарик амурський                   | Burjatianuunilintu | Phylloscopus plumbeitarsus | Swinhoe, 1861               | LC          | Залітний з Сибіру. Єдиний раз спостерігався у 2002 році                  |            |
| Вівчарик золотогузий                 | Balkaninuunilintu  | Phylloscopus orientalis    | (C. L. Brehm, 1855)         | LC          | Залітний з Південної Європи. Спостерігався двічі - у 1997 та 2004 роках. |            |
| Вівчарик іберійський                 | Iberiantiltaltti   | Phylloscopus ibericus      | Ticehurst, 1937             | LC          | Залітний з Південної Європи.                                             |            |

#### Родина Кропив'янкові (Sylviidae)
| Українська назва                    | Фінська назва     | Латинська назва      | Автор таксона     | Статус МСОП | Поширення в Фінляндії           | Зображення |
| Ряд: Горобцеподібні (Passeriformes) |                   |                      |                   |             |                                 |            |
| Родина: Кропив'янкові (Sylviidae)   |                   |                      |                   |             |                                 |            |
| Кропив'янка чорноголова             | Mustapääkerttu    | Sylvia atricapilla   | Linnaeus, 1758    | LC          | Повсюдно                        |            |
| Кропив'янка садова                  | Lehtokerttu       | Sylvia borin         | Boddaert, 1783    | LC          | Повсюдно                        |            |
| Кропив'янка прудка                  | Hernekerttu       | Sylvia curruca       | Linnaeus, 1758    | LC          | Повсюдно, крім крайньої півночі |            |
| Кропив'янка рябогруда               | Kirjokerttu       | Sylvia nisoria       | Bechstein, 1795   | LC          | Повсюдно                        |            |
| Кропив'янка сіра                    | Pensaskerttu      | Sylvia communis      | Latham, 1787      | LC          | Повсюдно, крім крайньої півночі |            |
| Кропив'янка червоновола             | Rusorintakerttu   | Curruca cantillans   | Pallas, 1764      | LC          | Залітний                        |            |
| Кропив'янка середземноморська       | Samettipääkerttu  | Sylvia melanocephala | (Gmelin, 1789     | LC          | Залітний                        |            |
| Кропив'янка пустельна               | Kääpiökerttu      | Curruca nana         | (Ehrenberg, 1833) | LC          | Залітний                        |            |
|                                     | Ruskokerttu       | Sylvia undata        | (Boddaert, 1783)  | LC          | Рідкісний залітний              |            |
| Кропив'янка Рюпеля                  | Mustakurkkukerttu | Curruca ruppeli      | Temminck, 1823    | LC          | Залітний                        |            |

#### Родина Мухоловкові (Muscicapidae)
| Українська назва                    | Фінська назва    | Латинська назва         | Автор таксона    | Статус МСОП | Поширення в Фінляндії                      | Зображення |
| Ряд: Горобцеподібні (Passeriformes) |                  |                         |                  |             |                                            |            |
| Родина: Мухоловкові (Muscicapidae)  |                  |                         |                  |             |                                            |            |
| Мухоловка сіра                      | Harmaasieppo     | Muscicapa striata       | Pallas, 1764     | LC          | Повсюдно, понад 1,5 млн особин             |            |
| Мухоловка мала                      | Pikkusieppo      | Ficedula parva          | Bechstein, 1792  | LC          | на південному сході країни. 2-6 тис пар    |            |
| Мухоловка білошия                   | Sepelsieppo      | Ficedula albicollis     | Temminck, 1815   | LC          | Залітний                                   |            |
| Мухоловка строката                  | Kirjosieppo      | Ficedula hypoleuca      | Pallas, 1764     | LC          | Повсюдно, до 750 тис пар                   |            |
| Соловейко рудохвостий               | Ruostepyrstö     | Cercotrichas galactotes | Temminck, 1820   | LC          | Залітний, спостерігався двічі (1995, 2016) |            |
| Вільшанка                           | Punarinta        | Erithacus rubecula      | Linnaeus, 1758   | LC          | Повсюдно, 2-3 млн пар                      |            |
| Соловейко східний                   | Satakieli        | Luscinia luscinia       | Linnaeus, 1758   | LC          | На півдні країни, 20 тис пар               |            |
| Соловейко західний                  | Etelänsatakieli  | Luscinia megarhynchos   | Brehm, 1831      | LC          | Залітний                                   |            |
|                                     | Rubiinisatakieli | Luscinia calliope       | Pallas, 1776     | LC          | Рідкісний залітний, спостерігався тричі    |            |
| Синьошийка                          | Sinirinta        | Luscinia svecica        | Linnaeus, 1758   | LC          | Спорадично, 30-80 тис пар                  |            |
| Синьохвіст тайговий                 | Sinipyrstö       | Tarsiger cyanurus       | Pallas, 1773     | LC          | Спорадично, 20-40 тис пар                  |            |
| Горихвістка чорна                   | Mustaleppälintu  | Phoenicurus ochruros    | Gmelin, 1774     | LC          | Рідкісний на півдні країни                 |            |
| Горихвістка звичайна                | Leppälintu       | Phoenicurus phoenicurus | Linnaeus, 1758   | LC          | Повсюдно, 00-700 тис пар                   |            |
| Трав'янка лучна                     | Pensastasku      | Saxicola rubetra        | Linnaeus, 1758   | LC          | Повсюдно, 500 тис пар                      |            |
| Європейська трав'янка               | Mustapäätasku    | Saxicola rubicola       | Linnaeus, 1766   | LC          | Залітний                                   |            |
| Сибірська трав'янка                 | Sepeltasku       | Saxicola maura          | (Pallas, 1773)   | LC          | Залітний                                   |            |
|                                     | Nokitasku        | Saxicola caprata        | Linnaeus, 1766   | LC          |                                            |            |
| Кам'янка попеляста                  | Arotasku         | Oenanthe isabellina     | Temminck, 1829   | LC          | Рідкісний залітний                         |            |
| Кам'янка звичайна                   | Kivitasku        | Oenanthe oenanthe       | Linnaeus, 1758   | LC          | Широко поширений, 300 тис пар              |            |
| Кам'янка лиса                       | Nunnatasku       | Oenanthe pleschanka     | Lepechin, 1770   | LC          | Залітний                                   |            |
| Кам'янка іспанська                  | Rusotasku        | Oenanthe hispanica      | Linnaeus, 1758   | LC          | Залітний                                   |            |
| Кам'янка пустельна                  | Aavikkotasku     | Oenanthe deserti        | Temminck, 1825   | LC          | Залітний                                   |            |
| Скеляр строкатий                    | Kivikkorastas    | Monticola saxatilis     | (Linnaeus, 1766) | LC          | Залітний                                   |            |

#### Родина Вусаті синиці (Panuridae)
| Українська назва                    | Фінська назва | Латинська назва   | Автор таксона  | Статус МСОП | Поширення в Фінляндії        | Зображення |
| Ряд: Горобцеподібні (Passeriformes) |               |                   |                |             |                              |            |
| Родина: Вусаті синиці (Panuridae)   |               |                   |                |             |                              |            |
| Синиця вусата                       | Viiksitimali  | Panurus biarmicus | Linnaeus, 1758 | LC          | 200-500 пар на півдні країни |            |

#### Родина Довгохвостосиницеві (Aegithalidae)
| Українська назва                           | Фінська назва | Латинська назва     | Автор таксона  | Статус МСОП | Поширення в Фінляндії     | Зображення |
| Ряд: Горобцеподібні (Passeriformes)        |               |                     |                |             |                           |            |
| Родина: Довгохвостосиницеві (Aegithalidae) |               |                     |                |             |                           |            |
| Синиця довгохвоста                         | Pyrstötiainen | Aegithalos caudatus | Linnaeus, 1758 | LC          | Спорадично, 20-50 тис пар |            |

#### Родина Синицеві (Paridae)
| Українська назва                    | Фінська назва   | Латинська назва       | Автор таксона     | Статус МСОП | Поширення в Фінляндії                       | Зображення |
| Ряд: Горобцеподібні (Passeriformes) |                 |                       |                   |             |                                             |            |
| Родина: Синицеві (Paridae)          |                 |                       |                   |             |                                             |            |
| Гаїчка болотяна                     | Viitatiainen    | Poecile palustris     | Linnaeus, 1758    | LC          |                                             |            |
| Гаїчка-пухляк                       | Hömötiainen     | Poecile montanus      | Baldenstein, 1827 | LC          | Широко поширений, до 1 млн пар              |            |
| Гаїчка сіроголова                   | Lapintiainen    | Poecile cinctus       | Boddaert, 1783    | LC          | Повсюдно на півночі, понад 40 тис пар       |            |
| Синиця чубата                       | Töyhtötiainen   | Lophophanes cristatus | Linnaeus, 1758    | LC          | Широко поширений на півдні, 200-400 тис пар |            |
| Синиця чорна                        | Kuusitiainen    | Parus ater            | Linnaeus, 1758    | LC          | Широко поширений на півдні, до 100 тис пар  |            |
| Синиця блакитна                     | Sinitiainen     | Parus caeruleus       | Linnaeus, 1758    | LC          | Широко поширений, до 200 тис пар            |            |
| Синиця біла                         | Valkopäätiainen | Parus cyanus          | Pallas, 1770      | LC          | Залітний з Сибіру                           |            |
| Синиця велика                       | Talitiainen     | Parus major           | Linnaeus, 1758    | LC          | Повсюдно, до 800 тис пар                    |            |

#### Родина Ремезові (Remizidae)
| Українська назва                    | Фінська назва | Латинська назва  | Автор таксона  | Статус МСОП | Поширення в Фінляндії | Зображення |
| Ряд: Горобцеподібні (Passeriformes) |               |                  |                |             |                       |            |
| Родина: Ремезові (Remizidae)        |               |                  |                |             |                       |            |
| Ремез                               | Pussitiainen  | Remiz pendulinus | Linnaeus, 1758 | LC          | рідкісний на півдні   |            |

#### Родина Повзикові (Sittidae)
| Українська назва                    | Фінська назва  | Латинська назва | Автор таксона  | Статус МСОП | Поширення в Фінляндії | Зображення |
| Ряд: Горобцеподібні (Passeriformes) |                |                 |                |             |                       |            |
| Родина: Повзикові (Sittidae)        |                |                 |                |             |                       |            |
| Повзик звичайний                    | Pähkinänakkeli | Sitta europaea  | Linnaeus, 1758 | LC          |                       |            |

#### Родина Підкоришникові (Certhiidae)
| Українська назва                    | Фінська назва | Латинська назва    | Автор таксона  | Статус МСОП | Поширення в Фінляндії            | Зображення |
| Ряд: Горобцеподібні (Passeriformes) |               |                    |                |             |                                  |            |
| Родина: Підкоришникові (Certhiidae) |               |                    |                |             |                                  |            |
| Підкоришник звичайний               | Puukiipijä    | Certhia familiaris | Linnaeus, 1758 | LC          | Досить поширений, до 150 тис пар |            |

#### Родина Вивільгові (Oriolidae)
| Українська назва                    | Фінська назва | Латинська назва | Автор таксона  | Статус МСОП | Поширення в Фінляндії                  | Зображення |
| Ряд: Горобцеподібні (Passeriformes) |               |                 |                |             |                                        |            |
| Родина: Вивільгові (Oriolidae)      |               |                 |                |             |                                        |            |
| Вивільга звичайна                   | Kuhankeittäjä | Oriolus oriolus | Linnaeus, 1758 | LC          | На сході та півдні країни, 4-6 тис пар |            |

#### Родина Сорокопудові (Laniidae)
| Українська назва                    | Фінська назва         | Латинська назва     | Автор таксона              | Статус МСОП | Поширення в Фінляндії                           | Зображення |
| Ряд: Горобцеподібні (Passeriformes) |                       |                     |                            |             |                                                 |            |
| Родина: Сорокопудові (Laniidae)     |                       |                     |                            |             |                                                 |            |
| Сорокопуд рудохвостий               | Punapyrstölepinkäinen | Lanius isabellinus  | Hemprich & Ehrenberg, 1833 | LC          | Залітний                                        |            |
| Сорокопуд терновий                  | Pikkulepinkäinen      | Lanius collurio     | Linnaeus, 1758             | LC          | У південній половині країни, до 40 тис. пар     |            |
| Сорокопуд сірий                     | Isolepinkäinen        | Lanius excubitor    | Linnaeus, 1758             | LC          | Спорадично, за оцінками гніздиться 4-8 тис. пар |            |
| Сорокопуд чорнолобий                | Mustaotsalepinkäinen  | Lanius minor        | Gmelin, 1788               | LC          | Рідкісний залітний                              |            |
| Сорокопуд південний                 | Etelänisolepinkäinen  | Lanius meridionalis | Temminck, 1820             | NT          | Рідкісний залітний                              |            |
| Сорокопуд червоноголовий            | Punapäälepinkäinen    | Lanius senator      | Linnaeus, 1758             | LC          | Рідкісний залітний                              |            |
|                                     | Valko-otsalepinkäinen | Lanius nubicus      | Lichtenstein, 1823         | LC          | Рідкісний залітний                              |            |

#### Родина Воронові (Corvidae)
| Українська назва                    | Фінська назва | Латинська назва         | Автор таксона    | Статус МСОП | Поширення в Фінляндії                                           | Зображення |
| Ряд: Горобцеподібні (Passeriformes) |               |                         |                  |             |                                                                 |            |
| Родина: Воронові (Corvidae)         |               |                         |                  |             |                                                                 |            |
| Кукша                               | Kuukkeli      | Perisoreus infaustus    | Linnaeus, 1758   | LC          | На півночі та сході країни у лісах. Чисельність 10-50 тис. пар. |            |
| Сойка                               | Närhi         | Garrulus glandarius     | Linnaeus, 1758   | LC          | Широко поширений на півдні країни                               |            |
| Сорока звичайна                     | Harakka       | Pica pica               | Linnaeus, 1758   | LC          | Поширений                                                       |            |
| Горіхівка                           | Pähkinähakki  | Nucifraga caryocatactes | Linnaeus, 1758   | LC          | Спорадично                                                      |            |
| Галка                               | Naakka        | Corvus monedula         | Linnaeus, 1758   | LC          | На півдні країни                                                |            |
| Галка даурська                      | Idännaakka    | Corvus dauuricus        | (Pallas, 1776)   | LC          | Залітний з Сибіру                                               |            |
| Грак                                | Mustavaris    | Corvus frugilegus       | Linnaeus, 1758   | LC          | Фрагментарно на півдні країни                                   |            |
| Ворона чорна                        | Nokivaris     | Corvus corone           | Linnaeus, 1758   | LC          | Повсюдно                                                        |            |
| Крук                                | Korppi        | Corvus corax            | Linnaeus, 1758   | LC          | Повсюдно                                                        |            |
| Ворона сіра                         | Varis         | Corvus cornix           | (Linnaeus, 1758) | LC          | Повсюдно                                                        |            |

#### Родина Шпакові (Sturnidae)
| Українська назва                    | Фінська назва   | Латинська назва  | Автор таксона  | Статус МСОП | Поширення в Фінляндії | Зображення |
| Ряд: Горобцеподібні (Passeriformes) |                 |                  |                |             |                       |            |
| Родина: Шпакові (Sturnidae)         |                 |                  |                |             |                       |            |
| Шпак рожевий                        | Punakottarainen | Sturnus roseus   | Linnaeus, 1758 | LC          | Залітний              |            |
| Шпак звичайний                      | Kottarainen     | Sturnus vulgaris | Linnaeus, 1758 | LC          | Повсюдно              |            |

#### Родина Американські славки (Parulidae)
| Українська назва                        | Фінська назва | Латинська назва   | Автор таксона   | Статус МСОП | Поширення в Фінляндії                                                 | Зображення |
| Ряд: Горобцеподібні (Passeriformes)     |               |                   |                 |             |                                                                       |            |
| Родина: Американські славки (Parulidae) |               |                   |                 |             |                                                                       |            |
|                                         | Viirukerttuli | Setophaga striata | (Forster, 1772) | LC          | Залітний з Америки. Спостерігався один раз на острові Уте у 2008 році |            |

#### Родина Вівсянкові (Emberizidae)
| Українська назва                    | Фінська назва      | Латинська назва        | Автор таксона  | Статус МСОП | Поширення в Фінляндії                 | Зображення |
| Ряд: Горобцеподібні (Passeriformes) |                    |                        |                |             |                                       |            |
| Родина: Вівсянкові (Emberizidae)    |                    |                        |                |             |                                       |            |
| Бруант білогорлий                   | Valkokurkkusirkku  | Zonotrichia albicollis | Gmelin, 1771   | LC          | Залітний з Америки                    |            |
| Вівсянка білоголова                 | Mäntysirkku        | Emberiza leucocephalos | Gmelin, 1771   | LC          | Залітний з Сибіру                     |            |
| Вівсянка звичайна                   | Keltasirkku        | Emberiza citrinella    | Linnaeus, 1758 | LC          | Широко поширений                      |            |
| Вівсянка садова                     | Peltosirkku        | Emberiza hortulana     | Linnaeus, 1758 | LC          | Рідкісний                             |            |
| Вівсянка-крихітка                   | Pikkusirkku        | Emberiza pusilla       | Pallas, 1776   | LC          | Рідкісний, трапляється на півночі.    |            |
| Вівсянка-ремез                      | Pohjansirkku       | Emberiza rustica       | Pallas, 1776   | LC          | Рідкісний вид                         |            |
| Вівсянка лучна                      | Kultasirkku        | Emberiza aureola       | Pallas, 1773   | LC          | Рідкісний залітний з Сибіру           |            |
| Вівсянка очеретяна                  | Pajusirkku         | Emberiza schoeniclus   | Linnaeus, 1758 | LC          | Повсюдно                              |            |
| Вівсянка чорноголова                | Mustapääsirkku     | Emberiza melanocephala | Scopoli, 1769  | LC          | Залітний з Південної Європи           |            |
| Просянка                            | Harmaasirkku       | Emberiza calandra      | Linnaeus, 1758 | LC          | Вважається зниклим у Фінляндії        |            |
| Вівсянка руда                       | Kastanjasirkku     | Emberiza rutila        | Pallas, 1776   | LC          | Рідкісний залітний з Сибіру           |            |
| Вівсянка сибірська                  | Harmaapääsirkku    | Emberiza spodocephala  | (Pallas, 1776) | LC          | Рідкісний залітний з Сибіру           |            |
|                                     | Kivikkosirkku      | Emberiza buchanani     | Blyth, 1845    | LC          | Рідкісний залітний з Сибіру           |            |
| Вівсянка сивоголова                 | Ruostekurkkusirkku | Emberiza caesia        | Pallas, 1776   | LC          | Рідкісний залітний з Південної Європи |            |
| Вівсянка рябогруда                  | Kettusirkku        | Passerella iliaca      | Merrem, 1786   | LC          | Залітний з Америки                    |            |

#### Родина Calcariidae
| Українська назва                    | Фінська назва | Латинська назва       | Автор таксона  | Статус МСОП | Поширення в Фінляндії | Зображення |
| Ряд: Горобцеподібні (Passeriformes) |               |                       |                |             |                       |            |
| Родина: Calcariidae                 |               |                       |                |             |                       |            |
| Подорожник лапландський             | Lapinsirkku   | Calcarius lapponicus  | Linnaeus, 1758 | LC          | На півночі Фінляндії  |            |
| Пуночка                             | Pulmunen      | Plectrophenax nivalis | Linnaeus, 1758 | LC          | На півночі Фінляндії  |            |

#### Родина В'юркові (Fringillidae)
| Українська назва                    | Фінська назва       | Латинська назва               | Автор таксона    | Статус МСОП | Поширення в Фінляндії                                   | Зображення |
| Ряд: Горобцеподібні (Passeriformes) |                     |                               |                  |             |                                                         |            |
| Родина: В'юркові (Fringillidae)     |                     |                               |                  |             |                                                         |            |
| Зяблик                              | Peippo              | Fringilla coelebs             | Linnaeus, 1758   | LC          | Повсюдно, крім крайньої півночі                         |            |
| В'юрок                              | Järripeippo         | Fringilla montifringilla      | Linnaeus, 1758   | LC          | Повсюдно                                                |            |
| Смеречник                           | Taviokuurna         | Pinicola enucleator           | (Linnaeus, 1758) | LC          | На півночі та сході країни                              |            |
| Чечевиця звичайна                   | Punavarpunen        | Carpodacus erythrinus         | Pallas, 1770     | LC          | Широко поширений на півдні країни                       |            |
| Шишкар ялиновий                     | Pikkukäpylintu      | Loxia curvirostra             | Linnaeus, 1758   | LC          | Повсюдно у хвойних лісах                                |            |
| Шишкар сосновий                     | Isokäpylintu        | Loxia pytyopsittacus          | Borkhausen, 1793 | LC          | Повсюдно у хвойних лісах                                |            |
| Шишкар білокрилий                   | Kirjosiipikäpylintu | Loxia leucoptera              | Gmelin, 1789     | LC          | Повсюдно у хвойних лісах                                |            |
| Зеленяк                             | Viherpeippo         | Carduelis chloris             | Linnaeus, 1758   | LC          | Широко поширений                                        |            |
| Щиглик                              | Tikli               | Carduelis carduelis           | Linnaeus, 1758   | LC          | В районі Осло-фіорда на півдні країни                   |            |
| Чечітка звичайна                    | Urpiainen           | Carduelis flammea             | (Linnaeus, 1758) | LC          | Широко поширений                                        |            |
| Чечітка біла                        | Tundraurpiainen     | Carduelis hornemanni          | (Holböll, 1843)  | LC          | На півночі у тундрі                                     |            |
| Чиж                                 | Vihervarpunen       | Spinus spinus                 | Linnaeus, 1758   | LC          | Широко поширений                                        |            |
| Коноплянка                          | Hemppo              | Acanthis cannabina            | Linnaeus, 1758   | LC          | Фрагментарно                                            |            |
| Щедрик                              | Keltahemppo         | Serinus serinus               | Linnaeus, 1766   | LC          | Вперше гніздування спостерігалося у 2010 році у Берумі. |            |
| Снігур                              | Punatulkku          | Pyrrhula pyrrhula             | Linnaeus, 1758   | LC          | Повсюдно                                                |            |
| Костогриз                           | Nokkavarpunen       | Coccothraustes coccothraustes | Linnaeus, 1758   | LC          | Досить поширений на півдні країни                       |            |

#### Родина Горобцеві (Passeridae)
| Українська назва                    | Фінська назва  | Латинська назва       | Автор таксона    | Статус МСОП | Поширення в Фінляндії                 | Зображення |
| Ряд: Горобцеподібні (Passeriformes) |                |                       |                  |             |                                       |            |
| Родина: Горобцеві (Passeridae)      |                |                       |                  |             |                                       |            |
| Горобець хатній                     | Varpunen       | Passer domesticus     | Linnaeus, 1758   | LC          | Широко поширений                      |            |
| Горобець польовий                   | Pikkuvarpunen  | Passer montanus       | Linnaeus, 1758   | LC          | Поширений на півдні країни            |            |
| Горобець чорногрудий                | Pensasvarpunen | Passer hispaniolensis | (Temminck, 1820) | LC          | Рідкісний залітний з Південної Європи |            |